# Landesgartenschau Hemer 2010
Die Landesgartenschau Hemer war die 15. Landesgartenschau (auch: LGS oder LaGa) des Landes Nordrhein-Westfalen und fand gemeinsam mit fünf anderen Landesgartenschauen in Deutschland im Jahre 2010 statt. Sie war vom 17. April bis 24. Oktober 2010 in Hemer geöffnet und stand unter dem Motto „Zauber der Verwandlung“. Die LGS Hemer war die erste Landesgartenschau im Sauerland und damit die erste Gartenschau in NRW auf hügeligem Gelände.

## Geschichte

### Aufgabe der Blücher-Kaserne und Bewerbungsphase

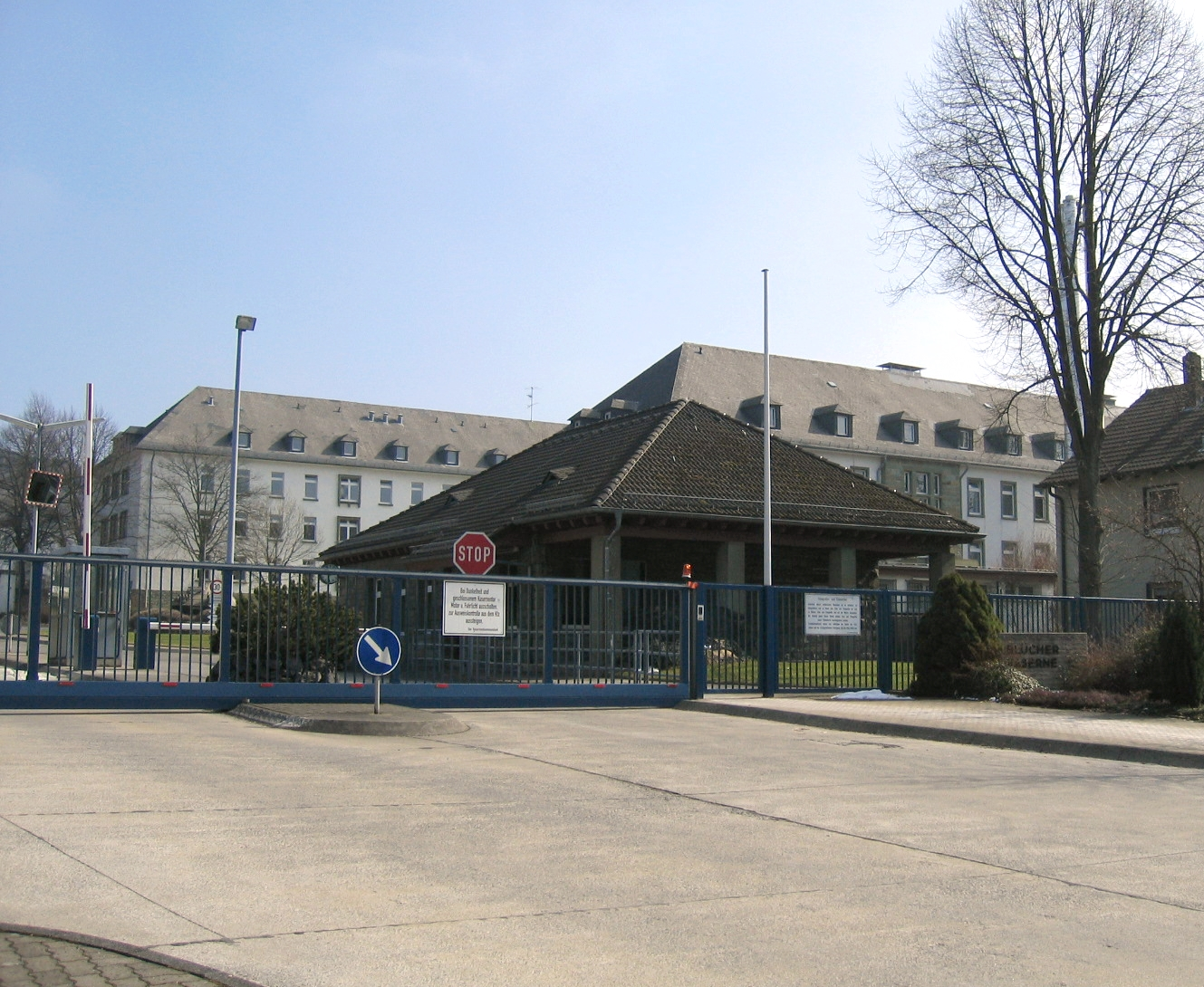
Die Blücher-Kaserne vor ihrer Schließung

Am 1. November 2004 gab der damalige Bundesverteidigungsminister Peter Struck das neue Stationierungskonzept der Bundeswehr bekannt. Dies hatte für die Stadt Hemer zur Folge, dass sämtliche Truppenteile und Dienststellen verlegt beziehungsweise aufgelöst wurden. Im Dezember 2004 und Mai 2006 gab es die ersten beiden Konversionsforen. Die Schließung der am Rande des Stadtzentrums liegenden Blücher-Kaserne folgte im November 2006 mit symbolischer Schlüsselübergabe am 2. Oktober 2007.
Durch die Aufgabe des durch Garnisonvertrag vom 30. Oktober 1936 entstandenen militärischen Standortes Hemer gab es nunmehr 30 Hektar ungenutztes Kasernengelände mit 39 nicht unter Denkmalschutz stehenden Gebäuden und Freiflächen. Das Nutzungskonzept für die Konversion sieht Wohn- und Gewerbeflächenbebauung mit Grüngürtel vor. Seit August 2006 gab es Überlegungen zur Ausrichtung einer Landesgartenschau mit Integration in das Flächenkonzept „Hemer Eastend“.
Nachdem grundsätzliche Rahmenbedingungen für die Ausrichtung einer Landesgartenschau positiv beurteilt wurden, beauftragte der Haushalts- und Finanzausschuss die Verwaltung am 24. Oktober 2006 einstimmig, Bewerbungsunterlagen einschließlich einer Machbarkeitsstudie zu erstellen. Von Anfang November 2006 bis Februar 2007 erfolgte ein breiter Dialog mit der Bevölkerung. Während dieser Zeit gab es auch Überlegungen, das örtliche Gymnasium in einem Teil der Kasernengebäude unterzubringen.
Am 27. Februar 2007 entschied der Rat der Stadt Hemer, das Gelände der Kaserne für eine Landesgartenschau zu nutzen beziehungsweise sich für die Ausrichtung einer solchen zu bewerben. Einbezogen werden sollten auch die benachbarten Naturräume am Jüberg, das Naturschutzgebiet Felsenmeer und die Heinrichshöhle. Am darauf folgenden Tag wurden die Bewerbungsunterlagen beim Umweltministerium in Düsseldorf abgegeben. Mitbewerber für die Ausrichtung der Landesgartenschau 2010 in Nordrhein-Westfalen war die Stadt Zülpich. Die zuständige Bewertungskommission besuchte Hemer am 24. und Zülpich am 27. April 2007, um sich für ihre Auswahlempfehlung selbst ein Bild zu machen.
Am 2. Mai 2007 gab NRW-Umweltminister Eckhard Uhlenberg in Düsseldorf den Zuschlag für Hemer als Ausrichter der Landesgartenschau 2010 bekannt. Er wurde der Stadt Hemer nach Maßgabe des ministeriellen Runderlasses über die „Öffentliche Ausschreibung für Landesgartenschauen in Nordrhein-Westfalen in den Jahren 2008 bis 2017“ vom 26. Januar 2006 erteilt. Als Begründung führte Uhlenberg an, dass die einmalige Chance der Konversion und die zeitliche Dringlichkeit zusammen mit einem überzeugenden Konzept den Ausschlag gegeben habe.

### Organisation und Bau der Gartenschau

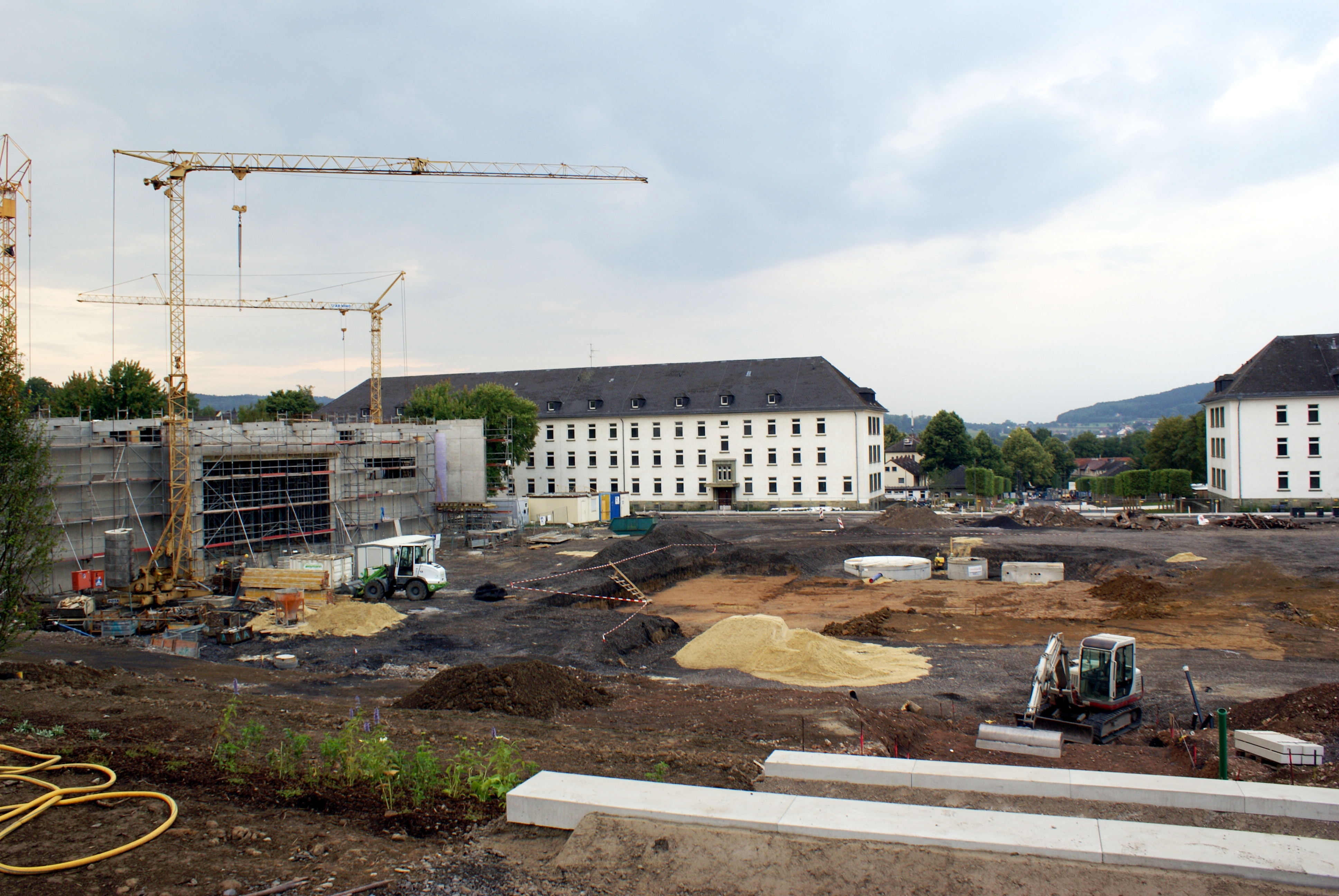
Bauarbeiten am Himmelsspiegel und der Multifunktionshalle

Die Stadt Hemer ist die Trägerin und gemeinsam mit der Landesarbeitsgemeinschaft Gartenbau und Landespflege Nordrhein-Westfalen (LAGL) mit Sitz in Köln auch Veranstalterin der Landesgartenschau. Damit ist die Stadt für die Gesamtfinanzierung der LGS verantwortlich. Für die Durchführung und Organisation wurde am 20. Juni 2007 die Landesgartenschau Hemer 2010 GmbH mit einem Stammkapital von 30.000 Euro gegründet, wobei die Stadt Hemer eine Stammeinlage von 20.000 Euro und die LAGL eine von 10.000 Euro übernommen hat. Gegenstand des Unternehmens ist die Vorbereitung, Durchführung und Abwicklung sowie der Rückbau der Landesgartenschau in Hemer.
Zu Geschäftsführern wurden Peter Friedrich, Erster Beigeordneter und Baudezernent der Stadt Hemer, sowie Diplom-Ingenieur Heiner Pierenkemper bestimmt. Am 1. April 2010 wurde Ralf Schweinsberg zum Nachfolger des Ruheständlers Peter Friedrich als Geschäftsführer bestellt. Schweinsberg war bereits am 2. Februar 2010 als Prokurist angestellt worden. Als erster Prokurist der Landesgartenschau wurde bereits am 2. November 2007 der Leiter der Hemeraner Bauordnungsabteilung, Werner Fingerhut, bestellt. Im Aufsichtsrat sitzen sowohl Vertreter der Stadt Hemer als auch der LAGL NRW. Die Bezirksregierung Arnsberg, das zuständige NRW-Ministerium für Umwelt und Naturschutz, Landwirtschaft und Verbraucherschutz sowie der Förderverein entsenden beratende Mitglieder. Der Aufsichtsrat besteht insgesamt aus 15 stimmberechtigten und 10 beratenden Mitgliedern.
Am 13. November 2007 schloss sich der Förderverein Landesgartenschau Hemer 2010 e. V. mit 136 Gründungsmitgliedern zur Unterstützung der GmbH zusammen. Der Förderverein vergab im Vorfeld der Landesgartenschau Patenschaften für Bäume, Bänke und Spielgeräte. Zudem suchte er ehrenamtliche Helfer für die Veranstaltung und sammelte bei öffentlichen Veranstaltungen Spenden. Im Nachfolgepark wird der Förderverein, der am letzten LGS-Veranstaltungstag sein 1000. Mitglied aufnahm, für die Pflege der Themengärten sorgen.
Im Mai 2008 übernahm der nordrhein-westfälische Ministerpräsident Jürgen Rüttgers die Schirmherrschaft für die LGS.

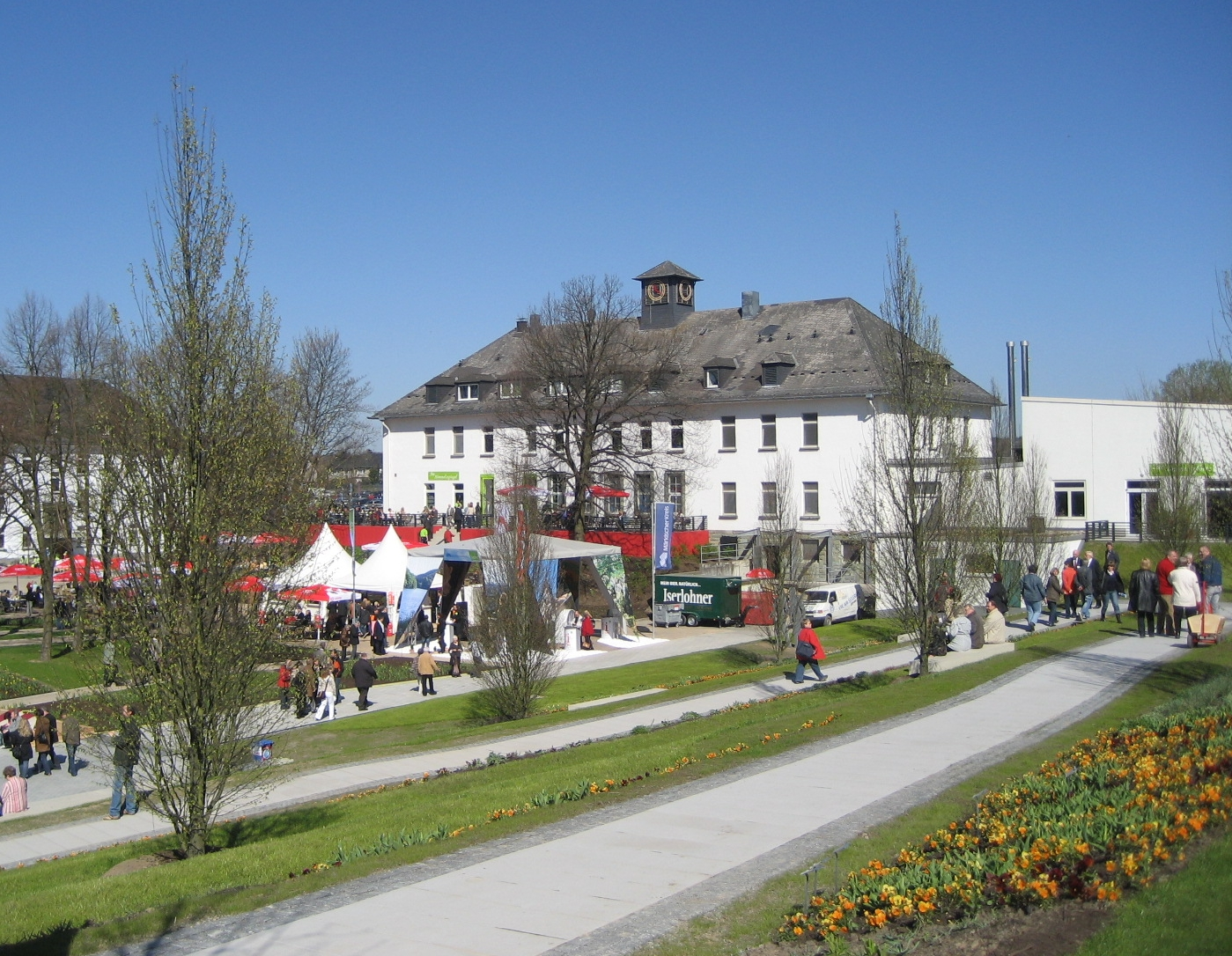
Gastronomie
„Am Himmelsspiegel“

Im Beisein von Umweltminister Uhlenberg erfolgte am 16. Oktober 2008 der erste Spatenstich auf dem Stadtterrassengelände mit der Pflanzung einer Kaiser-Linde (Tilia × europaea ‚Pallida‘). Danach wurden zuerst die Wege und Straßen in der Innenstadt und auf dem 32 Hektar großen Landesgartenschaugelände erneuert, bevor mit ersten Pflanzarbeiten begonnen wurde. Der Dauerkartenverkauf begann am 24. November 2008. Am ersten Tag wurden 100 Dauerkarten verkauft, Ende Mai 2009 stand die 10.000. Käuferin fest. Bis zum Herbst 2009 boten die Landesgartenschau GmbH und der Förderverein regelmäßig Baustellenführungen über das Gelände an.
Die im September 2009 vorbereitete Genossenschaft Genuss am Felsenmeer mit Sitz in Hemer konnte sich in der Ausschreibung um den Gastronomiebetrieb bei der Landesgartenschau gegen vier Konkurrenten durchsetzen und erhielt am 19. Oktober 2009 den Zuschlag. Während des Zeitraumes der Landesgartenschau war sie damit für das gesamte Catering verantwortlich, was in einem Cateringvertrag zwischen LGS GmbH und der Genossenschaft festgeschrieben ist. Die Genossenschaft wurde am 5. November 2009 in das Genossenschaftsregister des Amtsgerichts Iserlohn eingetragen. Bis Ende Januar 2010 stellte sie 120 Beschäftigte ein. Kioske und Cafés gab es während der Landesgartenschau an elf verschiedenen Standorten.

### Ausrichtung der Landesgartenschau

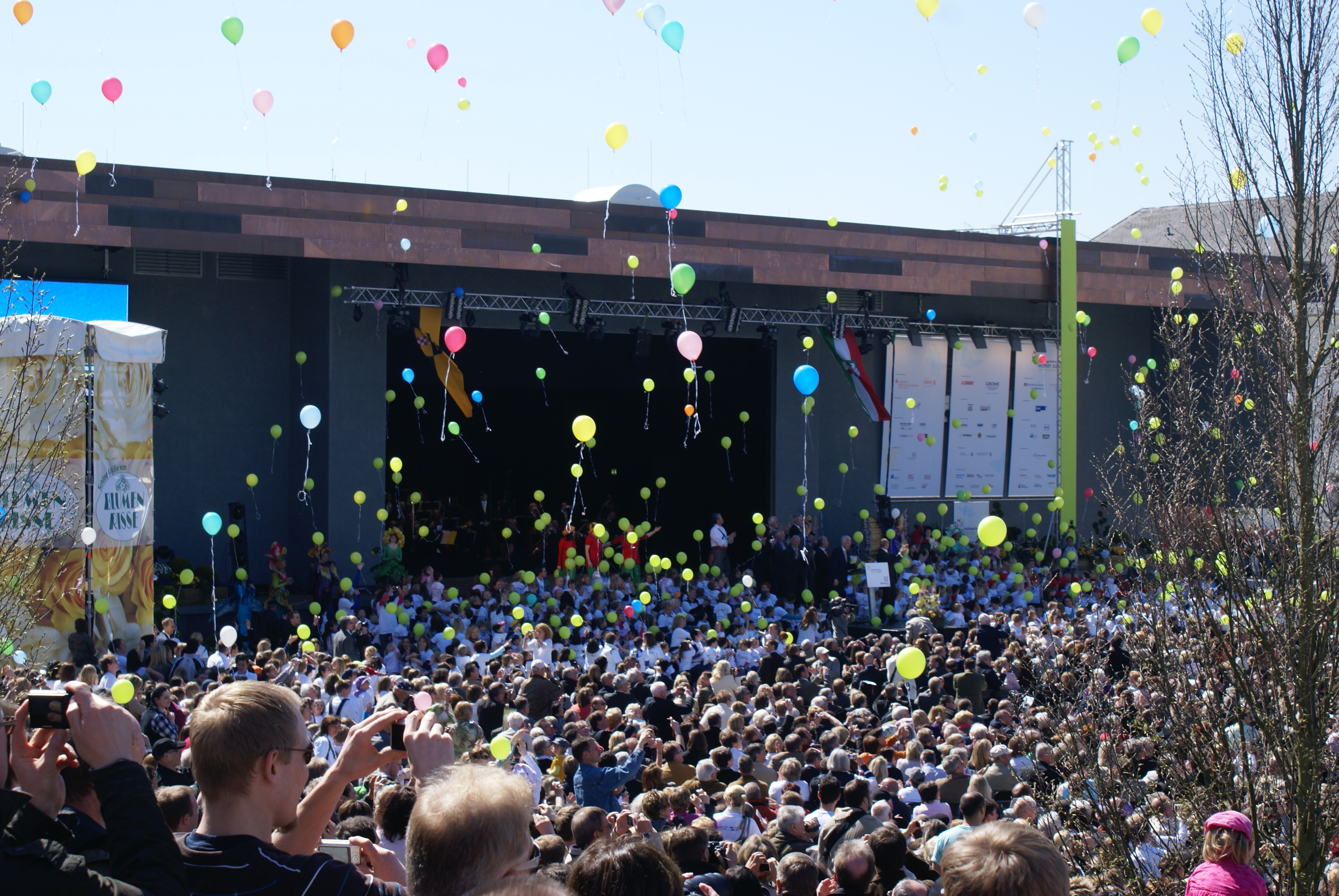
Hemeraner Kinder ließen zur Eröffnung bunte Luftballons steigen.

Die Bauarbeiten wurden bis zur Eröffnung der Landesgartenschau vollständig abgeschlossen. Der Jübergturm wurde als letzte Baumaßnahme am Abend vor der Eröffnung fertig gestellt und behördlich abgenommen. Mit einem ökumenischen Gottesdienst und einem Festakt wurde die Landesgartenschau Hemer 2010 am 17. April 2010 eröffnet. In einem Rahmenprogramm waren Grußworte des NRW-Ministerpräsidenten Jürgen Rüttgers, des Hemeraner Bürgermeisters Michael Esken und von Heinz Herker, Vorsitzender der LAGL, integriert. Am Abend fand ein Open-Air-Konzert mit anschließendem Höhen-Feuerwerk auf dem Forumsplatz statt. Am Eröffnungswochenende kamen 29.300 Besucher auf das Gelände.
Zur Halbzeit der Landesgartenschau fand am 20. Juli 2010 ein so genanntes „Bergfest“ bei freiem Eintritt statt. Bis dahin hatten bereits mehr als 490.000 Menschen die Landesgartenschau besucht. Damit war die in der Machbarkeitsstudie festgelegte Mindestbesucherzahl bereits erreicht. Mit 20.443 Besuchern war der 3. Oktober der besucherstärkste Tag.
Mit einem Festakt vor über 10.000 Besuchern endete die Landesgartenschau am 24. Oktober 2010. Zu den Gästen gehörten neben Ministerpräsidentin Hannelore Kraft auch NRW-Verkehrsminister Harry Voigtsberger, Landtagspräsident Eckhard Uhlenberg und der Arnsberger Regierungspräsident Gerd Bollermann. Im Rahmen der Feierlichkeiten nahm Zülpichs Bürgermeister Albert Bergmann als Ausrichter der kommenden Landesgartenschau 2014 den offiziellen Landesgartenschau-Spaten entgegen. Das abschließende Feuerwerk war zwei Hemeraner Pyrotechnikern gewidmet, die während der Vorbereitung eines Feuerwerks in Hanoi bei einer Explosion ums Leben kamen. Beide waren bei der Landesgartenschau beschäftigt und gestalteten unter anderem auch die Feuerwerksmusik auf dem LGS-Gelände.

### Nachnutzung der Landesgartenschau
Bereits in der Machbarkeitsstudie wurde die Zukunft des Geländes als Park festgelegt. Am 13. Juli 2010 begannen die Beratungen im Stadtrat, um ein konkretes Konzept zu erarbeiten. Die Beschlüsse vom 14. September 2010 sahen daraufhin vor, den größten Teil des Geländes in einen Stadtpark umzuwandeln, der weiterhin Eintritt kostet. Themengärten, Spielplätze, der Jübergturm und der Irrgarten sollten demnach bestehen bleiben. Auch über die Zaunführung, den Pflanzplan und den Wegebau wurden Beschlüsse gefasst.
Der Teil des Landesgartenschaugeländes, der als Stadtpark im Jahr 2011 wiedereröffnet wurde, erhielt am 14. Dezember 2010 den Namen Sauerlandpark Hemer. Der Park wurde in Fortsetzung der LGS durch eine GmbH weitergeführt. Erster Geschäftsführer der Sauerlandpark Hemer GmbH war der Erste Beigeordnete Guido Forsting. Der Park eröffnete am 16. April 2011 erstmals. Die Folgekosten des Nachnutzungskonzeptes der am 24. Oktober 2010 beendeten Landesgartenschau fallen der Stadt Hemer als Trägerin der Landesgartenschau zur Last.

## Konzept
Die Landesgartenschau war in drei Bereiche unterteilt. Im zentralen Kasernenkomplex, dem Kulturquartier standen die Bereiche Information und Kultur im Mittelpunkt, während der östliche Teil als Felsenpark für sportliche Aktivitäten nutzbar war. Der Park der Sinne im Süden war mit dem Felsenmeer verbunden und sollte für Entspannung sorgen.
Im nicht von der Landesgartenschau genutzten, ehemals technischen Bereich der Blücher-Kaserne ist das Zentrum für Sicherheits- und Katastrophenschutztechnik (ZSK) untergebracht. Außerdem ist die Regenbogenschule für sprachbehinderte Kinder in ein ehemaliges Kasernengebäude gezogen.

### Kulturquartier

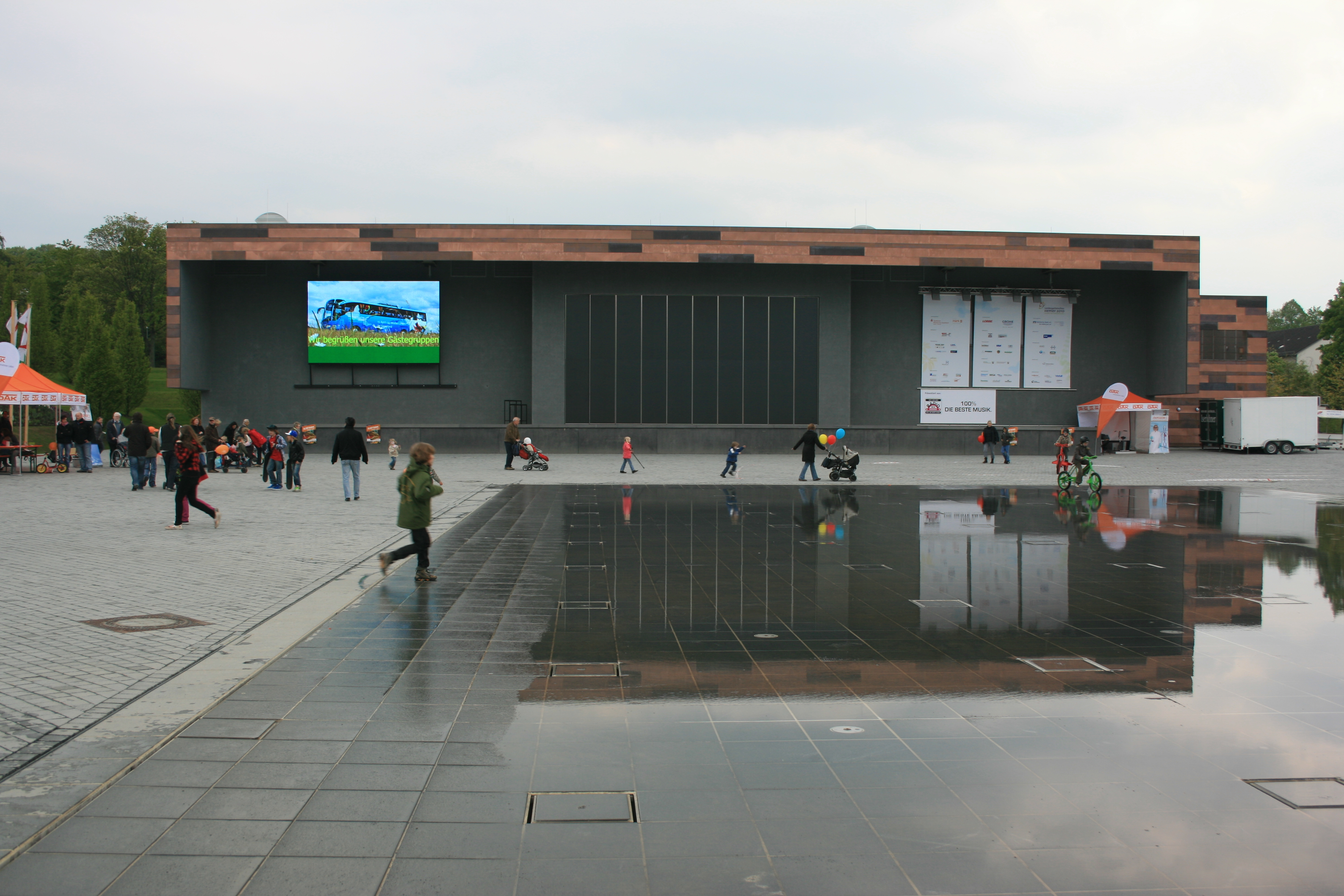
Himmelsspiegel und Grohe-Forum

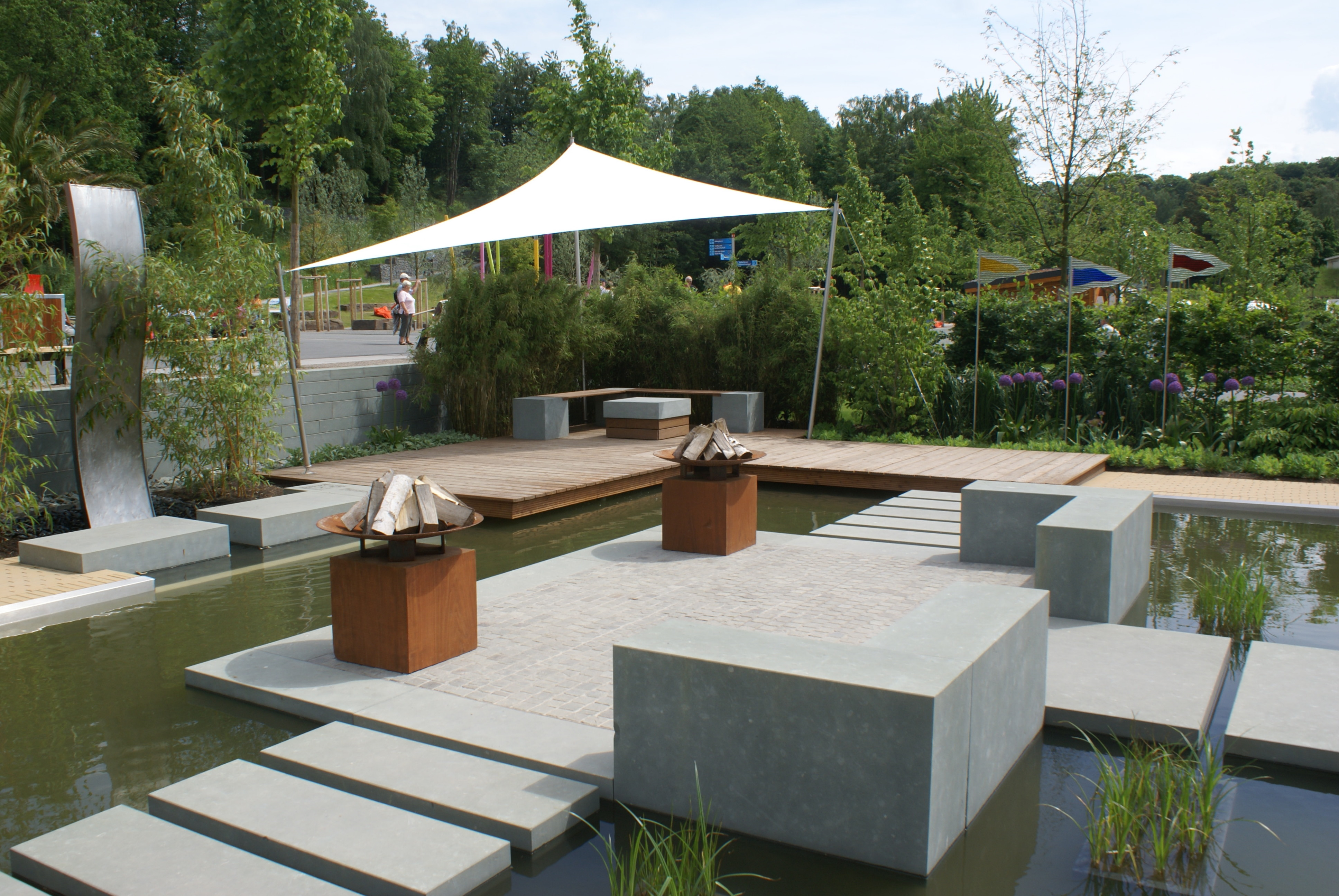
Themengarten Inselsommer

Das Zentrum des Kulturquartiers bildete ein Forumsplatz namens „Himmelsspiegel“, in den eine 845 Quadratmeter große und rund 2,5 Zentimeter hohe Wasserfläche integriert ist. Fontänen können das Wasser dabei in Bewegung versetzen. Auf dem Himmelsspiegel wurde wasserdurchlässiger Naturstein verlegt, um die Fläche, die nach der Landesgartenschau offiziell Blücher-Platz heißt, innerhalb von 20 Minuten trockenzulegen. Dann bietet sie bei Kulturveranstaltungen etwa 9000 Zuschauern Platz.
Am Südende des ehemaligen Exerzierplatzes wurde eine Multifunktionshalle errichtet, deren Bühne sowohl für Open-Air-Veranstaltungen auf dem Forumsplatz, als auch für Konzerte und Vorträge im Innenraum nutzbar ist. Die 6,5 Millionen Euro teure Halle bietet 500 Zuschauern auf den Rängen und weiteren 2000 im Innenraum Platz und soll nach der Landesgartenschau in erster Linie Schulen und heimischen Sportvereinen zur Verfügung stehen. Die Halle ist nach dem Sponsor „Grohe-Forum“ benannt und wird mit Erdwärme beheizt.
In den vier großen Kasernenblöcken selbst entstand unter anderem ein neuer Gedenkraum für die Opfer des Stammlagers Stalag VI A, des ab 1943 größten Kriegsgefangenenlagers im Deutschen Reich. Neben einem neuen Stalag-Modell wurden moderne Medien eingebunden. Die Einrichtung kostete 46.000 Euro und wurde vom Museumsamt Münster, der NRW-Stiftung und dem Hemeraner Verein für Zeitgeschichte finanziert. Benachbart lag ein Traditionsraum der Bundeswehr, der an die vorherige Nutzung des Geländes als Blücher-Kaserne erinnerte. Außerdem wurden die Räume für Workshops, Seminare und Kunstausstellungen genutzt. Die Geschäftsstelle der LGS-GmbH und das Stadtarchiv liegen ebenfalls in diesem Komplex.
Östlich der Hauptgebäude entstanden 15 Themengärten, die von verschiedenen Garten- und Landschaftsbauern aus der Region gestaltet wurden. Zusätzlich liegen in diesem Bereich ein 1000 Quadratmeter großer, integrativer Wasserspielplatz sowie eine Blumenhalle mit wechselnden Ausstellungen, ein Rosengarten und eine Baumschule. Einen ehemaligen ABC-Übungsraum gestalteten die Kirchen um. Umbenannt in „Paradiesunddas – Haus der Kirchen“ war der Raum für etwa 50 Personen ausgelegt, die dort vorwiegend Gottesdienste, Andachten oder Konzerte besuchen konnten.

### Felsenpark

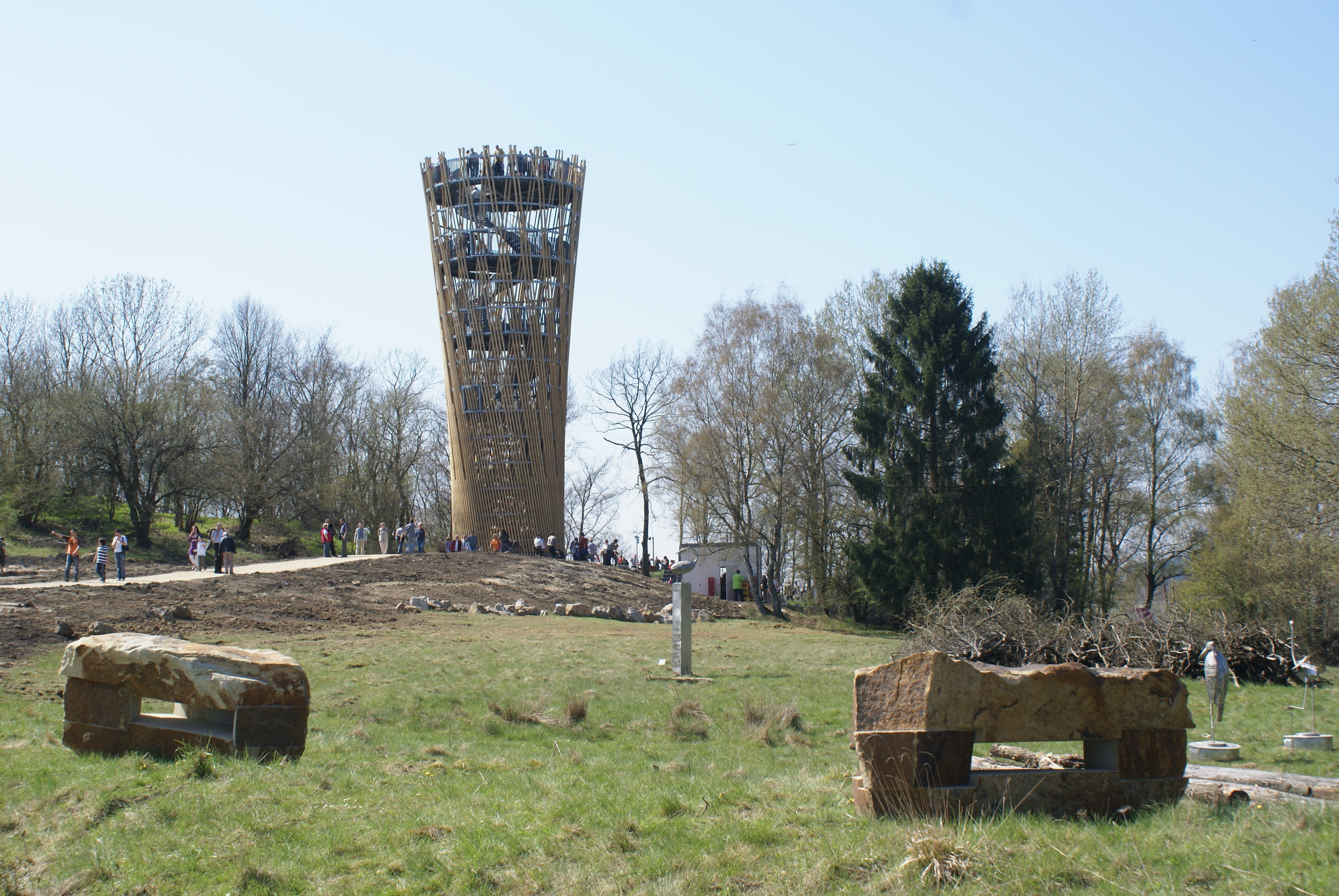
Ostansicht des Jübergturms

In einer Sichtachse vom Forum aus, am Ende der Himmelsleiter, entstand auf dem Jüberg ein Aussichtsturm, der das neue Wahrzeichen der Stadt geworden ist. Der „Jübergturm“ wurde von der Stiftung der Stadtsparkasse Hemer finanziert. Ursprünglich wählte das Kuratorium der Sparkassenstiftung eine Betonkonstruktion, die in der Bevölkerung wenig Anklang fand und Bürgermeister Michael Esken dann aus Naturschutzgründen ablehnte. Schließlich beschloss das Komitee, eine Bürgerbefragung zu zwei überarbeiteten Entwürfen durchzuführen. Der eigentliche Zweitplatzierte schied zu diesem Zeitpunkt ohne Begründung aus der Konkurrenz aus. Der Siegerentwurf aus Beton wurde von den Architekten in eine Holzkonstruktion gewandelt und gewann die Befragung knapp. Da sich dieser Entwurf im Laufe des Jahres 2009 als zu teuer erwies, wurde schließlich der zweitplatzierte Turm des Stuttgarter Architekturbüros Birk und Heilmeyer umgesetzt.
Einen Skulpturenweg zum Jüberg gestalteten Schüler des Friedrich-Leopold-Woeste-Gymnasiums, nachdem öffentliche Mittel zur Bezahlung professioneller Künstler nicht genehmigt wurden. Die betroffenen Künstler wurden durch Vergleichsabsprachen im Einzelfall entschädigt, einige der Arbeiten wurden doch noch auf dem LGS-Gelände ausgestellt. So genannte QR-Art, die aktuelle Techniken im Bereich Mobilfunk nutzt, konnte man an den Färberpflanzen sehen, die zwischen der Himmelstreppe und dem Skatepark aufgestellt waren. Der Hemeraner Künstler Frank Haase hat den QR-Code in seine Kunst einbezogen, den man per Handy einscannen kann, um eine Animation oder einen Text mit Bezug zum entsprechenden Bild zu erhalten.

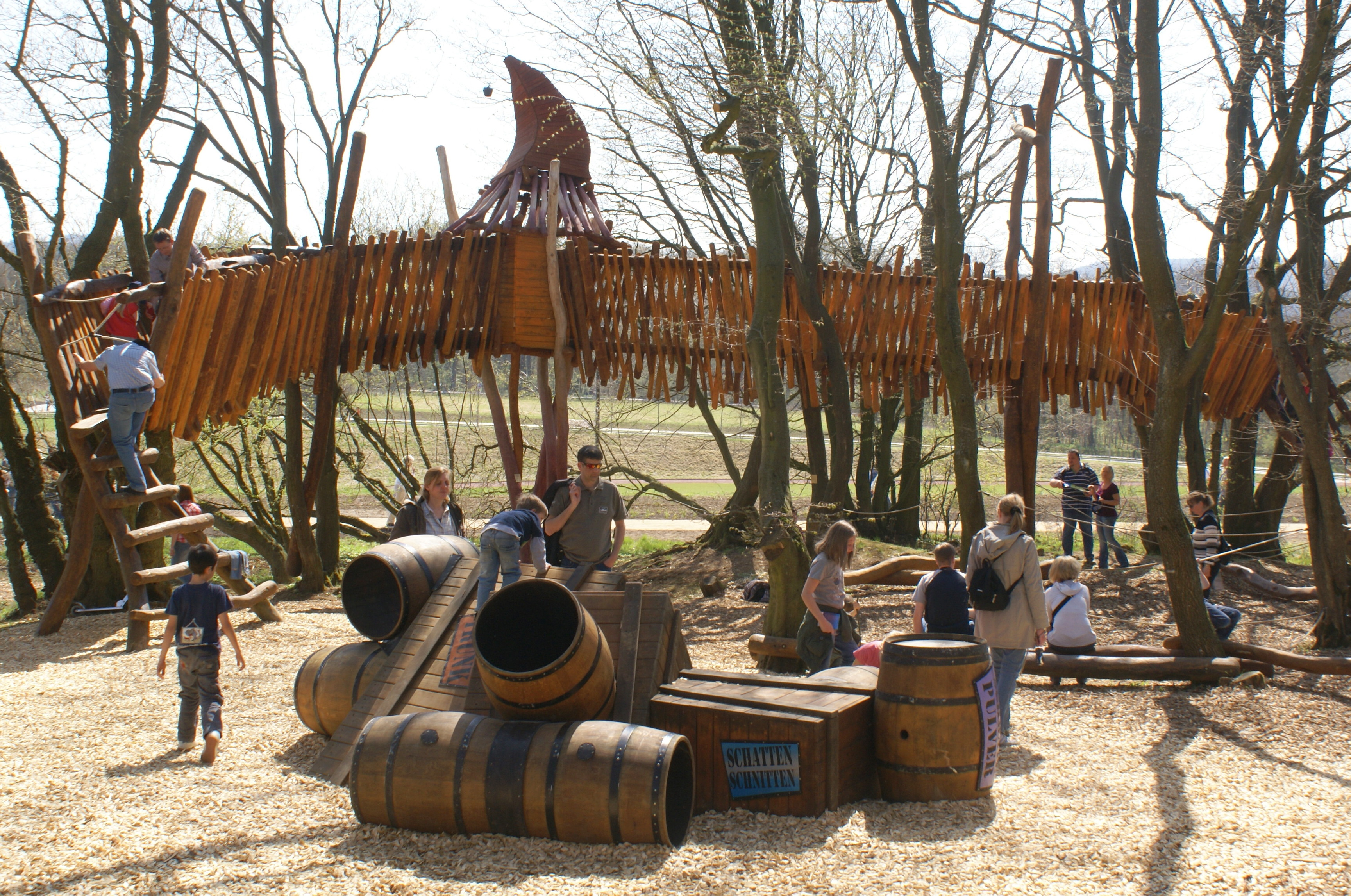
Waldspielplatz Zwergengold

Neben Gärten der Generationen wurde in diesem Bereich zwischen ehemaliger Kaserne und Ennertsweg die 4500 Quadratmeter große Skateanlage Rollgarten gebaut, die während und nach der Landesgartenschau für Wettkämpfe und Meisterschaften genutzt wird. Die Anlage gehört zu den größten in Deutschland und ist in einen Anfänger- und einen Profi-Bereich geteilt. Der ehemalige Bundeswehr-Sportplatz am Ennertsweg wird in Zukunft als reines Leichtathletikstadion genutzt. Der Waldspielplatz „Zwergengold“ ist ebenfalls Teil des Felsenparks. Die Anlage nimmt Bezug auf eine Sage, die sich um das Felsenmeer rankt.
Außerdem lag in diesem Bereich das so genannte Städtemosaik, in dem sich die Ortsteile, Nachbar- und Partnerstädte mit verschiedenen Gartenanlagen präsentierten. Die Landwirtschaft in der Region präsentierte sich am östlichen Ende des Geländes mit einer Panorama-Terrasse und einem nachgebauten „Kuhstall“, in dem der landwirtschaftliche Kreisverband Bewirtung und Verkauf anbot. Im Bereich hinter dem Jübergturm entstand ein Streichelzoo.

### Park der Sinne

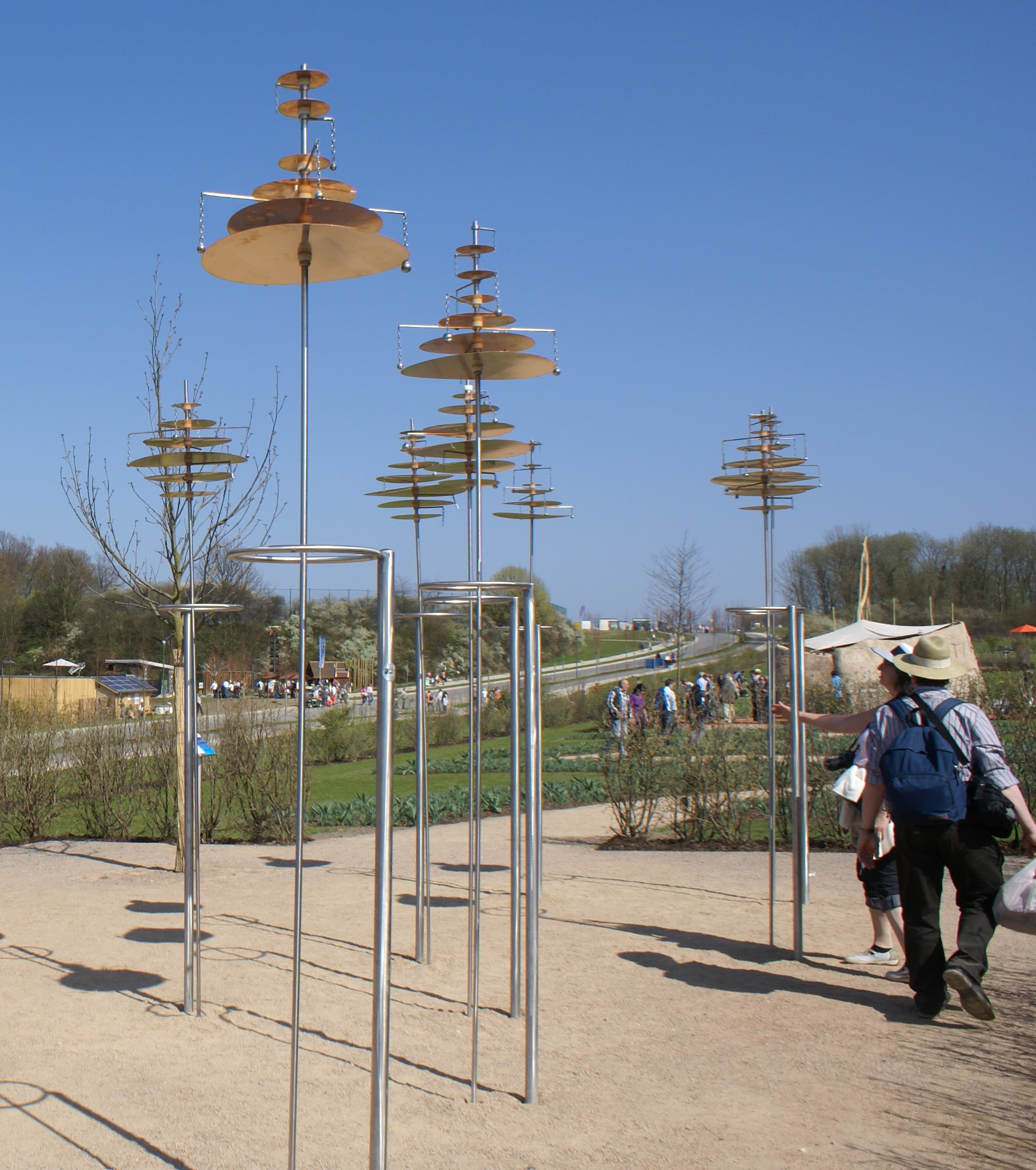
Garten der Lüfte. Im Hintergrund: rechts die äthiopische Rundhütte, links der Zugang zum Städtemosaik.

Im Park der Sinne werden in neun Heckenkabinetten die verschiedenen Sinne des Menschen angesprochen. Im „Garten der Lüfte“ wurden Becken installiert, die sowohl Besucher, als auch der Wind erklingen lassen können. In einer äthiopischen Rundhütte wurden regelmäßig typisch afrikanische Kaffeezeremonien durchgeführt. Der „Garten der inneren Balance“ verfügt über Hängematten, im Klanggarten wurde ein hölzernes Hörrohr installiert. Einen Balance-Parcours gibt es im „Garten des Gleichgewichtssinns“, Kräuterregale stehen im „Kulinarischen Garten“ und im „Duftgarten“ befinden sich überdimensionale Duftkugeln. Der „Garten des Lichts“ ist mit verschiedenfarbigen Lichtwänden gestaltet, im „Tastgarten“ sind unterschiedliche Alltagsgegenstände zu ertasten. Der Park der Sinne ist ein Themengarten, der die menschliche Wahrnehmung zum Gegenstand hat. In Hemer ist die Anlage von einer Wildblumen- und Streuobstwiese umgeben.

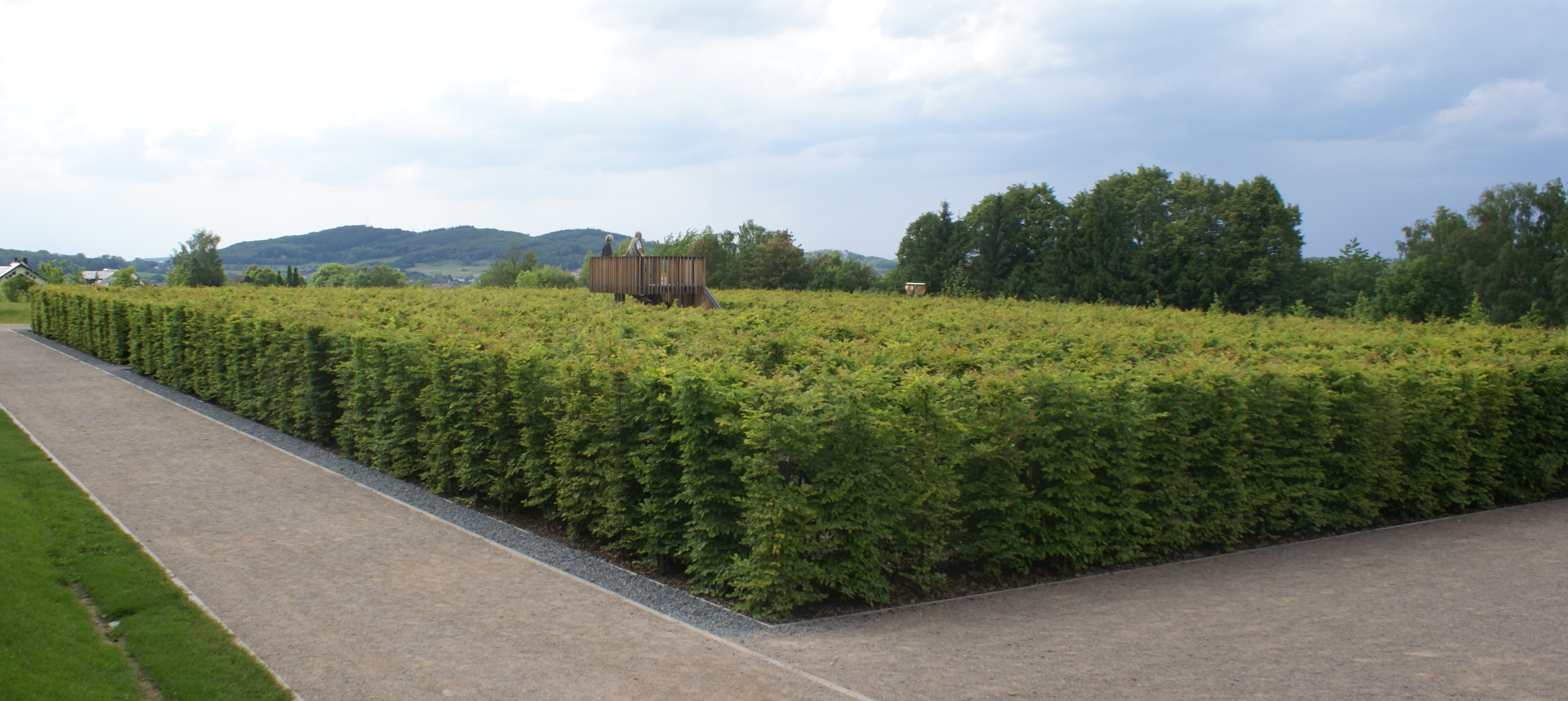
Hans-Prinzhorn-Irrgarten

Der Hecken-Irrgarten ist Hans Prinzhorn gewidmet. Er umfasst eine Fläche von 1925 Quadratmetern und besteht aus Hainbuchen. Die Außenmaße betragen 55 mal 35 Meter. Die Wege mit Kiesbelag haben eine Länge von 637 Metern. Der kürzeste Zielweg zum Aussichtspodest in der Mitte misst 179 Meter, der längste 383 Meter. Insgesamt existieren 1728 Möglichkeiten, den Zielplatz zu erreichen. Der Irrgarten soll über den Zeitraum der Landesgartenschau hinaus bestehen bleiben und wird von der ebenfalls nach Hans Prinzhorn benannten LWL-Klinik Hemer gepflegt.
Als Erweiterung des Parks der Sinne schließt sich das Felsenmeer im Südosten an das Gelände an. Eine Aussichtsplattform und eine 80 Meter lange Brücke bleiben dauerhaft erhalten, einen Holzsteg, der direkt zwischen den Felsen entlangführt, konnte man während der Landesgartenschau betreten, bevor er verfällt. Die Konstruktion sollte weder das Geotop noch das Biotop angreifen und stattdessen die Spuren des ehemaligen Bergbaus wieder deutlicher machen.

### Innenstadt

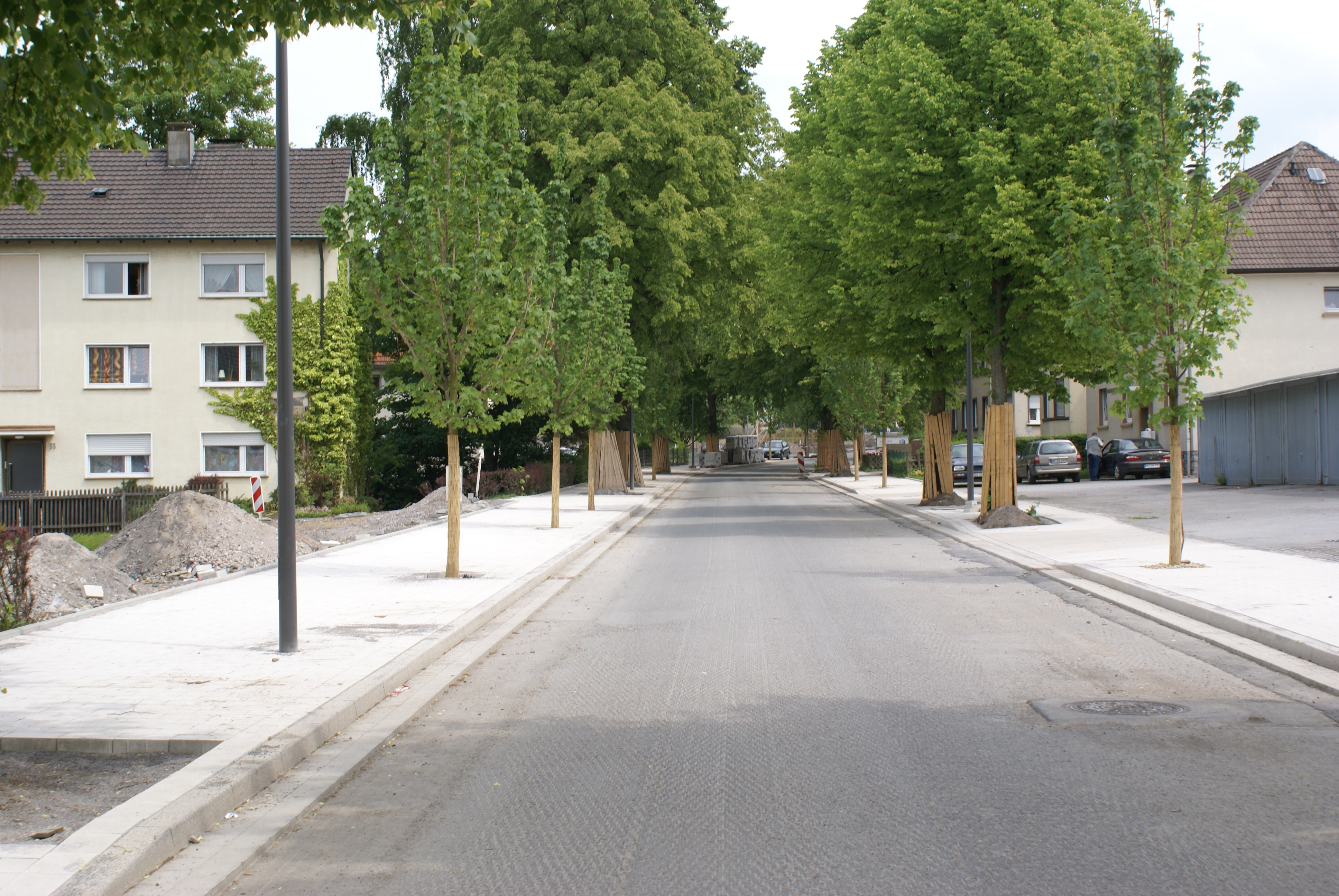
Ostenschlahstraße, Zufahrtsweg zur Landesgartenschau

In der Innenstadt Hemers wurde die Infrastruktur ausgebaut, um den erwarteten Besucherströmen gerecht zu werden. So wurde unter anderem der Anschluss des ehemaligen Kasernen-Geländes mit der Hauptstraße verbessert und es entstand eine neue Verbindungsstraße zwischen Hemer und Deilinghofen. Die Ostenschlahstraße als Hauptzufahrtsweg wurde erneuert und behielt ihren Allee-Charakter. Ein Fassadenwettbewerb verschönerte das Straßenbild zusätzlich.
Daneben wurde der Hademareplatz zu einem Parkplatz umgestaltet und mit der Seuthestraße eine neue Parallelstraße zur Bahnhofsstraße geschaffen. In diesem Gebiet wird während und nach der Landesgartenschau ein Fachmarktzentrum errichtet. Vom Hademareplatz führt ein Wasserband über die Ostenschlahstraße bis zum Himmelsspiegel der Landesgartenschau. In der Innenstadt und an der Ostenschlahstraße wurden bereits bestehende Spielplätze umgestaltet und modernisiert.

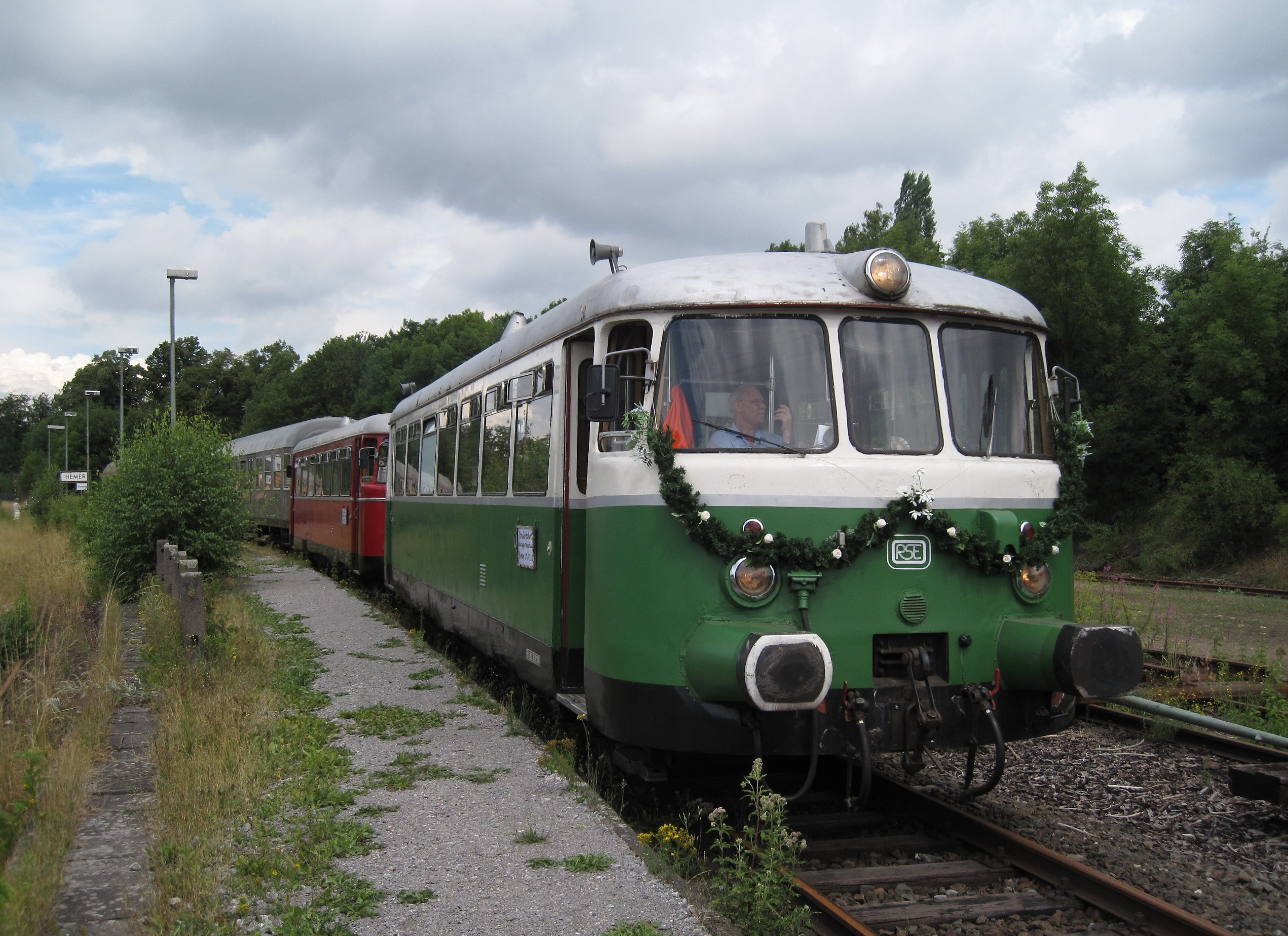
Sonderzug zur Landesgartenschau am 17. Juli 2010 mit dem historischen Schienenbus VT 23

Im Zuge der Landesgartenschau wurde auch der Umbau des innenstädtischen Friedensparks mit seinen historischen Denkmälern realisiert. Dabei wurden unter anderem neue Wege angelegt und die Teichanlage verschönert. Der Busbahnhof erhielt Anfang 2010 eine Modernisierung, zu der eine neue Pflasterung und der Neubau von Pavillons gehörte.
Da Hemer keinen Bahnhof mehr besaß, konnten Zugreisende vom Bahnhof der Nachbarstadt Iserlohn und vom Bahnhof Schwerte per Pendelbus zur LGS kommen. Eine Reaktivierung des Haltepunktes Hemer wurde nur zum Sonderzug-Verkehr realisiert. Nach der Großveranstaltung wird die Strecke nach Hemer wieder aufgegeben. Parkplätze wurden im Hemeraner Innenstadtbereich, im nördlichen Bereich der ehemaligen Kaserne sowie auf dem früheren Truppenübungsplatz nahe Deilinghofen eingerichtet. Anlässlich der Landesgartenschau wurde mit der Schmetterlings-Route eine Abzweigung des RuhrtalRadwegs eingeweiht. Die Strecke führt von Fröndenberg über Menden zur LGS und von dort aus über Iserlohn-Kalthof zurück an die Ruhr.

## Kosten
Das Gesamtbudget der Landesgartenschau Hemer 2010 setzte sich aus drei Haushalten zusammen. Baumaßnahmen wurden über einen Investitionshaushalt (Vermögensplan) finanziert, der Erfolgsplan wurde für die Durchführung der Großveranstaltung aufgewendet. Eine Stellenübersicht war der dritte Teil des Wirtschaftsplans. Über den Vermögensplan konnten etwa 28,8 Millionen Euro eingesetzt werden. Mehr als 13 Millionen Euro wurden von Fördermitteln der Europäischen Union, des NRW-Umwelt- und des Bauministeriums gedeckt. Da auf weitere Zuschüsse gut eine Million Euro entfielen, trug die Stadt Hemer Investitionen in Höhe von knapp zehn Millionen Euro. Zur Finanzierung zeitlich drängender Arbeiten musste die Stadt Hemer im April 2009 einen Kredit in Höhe von sechs Millionen Euro aufnehmen. Dafür wurde der Kreditrahmen nach Zustimmung der Aufsichtsbehörde um vier Millionen Euro überschritten.
Der Wirtschaftsplan 2009 enthielt für die Jahre 2009 bis 2011 einen Aufwand nach Vorsteuerabzug von knapp 10,7 Millionen Euro gegenüber Einnahmen von 6,3 Millionen Euro. Die Stadt Hemer sollte demnach einen Defizitausgleich in Höhe von etwa 4,4 Millionen Euro tragen. Durch einen Rechtsstreit und höheren Geschäftsaufwand erhöhte sich das Defizit bis zum Jahresbeginn 2010 auf sieben Millionen Euro. Der Hemeraner Stadtrat akzeptierte den Wirtschaftsplan der Landesgartenschau Hemer 2010 GmbH in seiner Sitzung am 19. Januar 2010 gegen die Stimmen der UWG. Für die Stadt Hemer als Trägerin der Landesgartenschau erließ der Stadtrat am 23. März 2010 einen Satzungsbeschluss über einen Nothaushalt für das Jahr 2010 mit einem Defizit von 21,9 Millionen Euro, das nach Ansicht der Ratsmehrheit nicht auf die Landesgartenschau zurückzuführen ist.
Die Stadt rechnete mit bis 700.000 Landesgartenschau-Gästen, so dass auch durch die Eintrittspreise ein Teil der Kosten gedeckt werden sollten. Der Wirtschaftsplan der LGS für 2010 bezeichnete diese Einschätzung der Besucherzahl als nicht unseriös. Demnach wurden täglich im Durchschnitt etwa 3.660 zahlende Besucher auf der Landesgartenschau erwartet. Insgesamt konnte die Landesgartenschau Hemer 2010 am Schlusstag 1.050.326 Besucher verzeichnen.
In einer Podiumsdiskussion präsentierte Bürgermeister Esken der Öffentlichkeit am 7. Oktober 2010 die Kosten der Landesgartenschau für den Bereich Marketing und Presse mit rund 1,3 Millionen Euro.

## Veranstaltungen

### Themenschwerpunkt Afrika
Aufgrund der zeitgleich stattfindenden Fußball-Weltmeisterschaft in Südafrika wählte die Landesgartenschau Afrika als Partnerkontinent aus. So sollte der Veranstaltungszeitraum ursprünglich in fünf Abschnitte eingeteilt werden, die sich in Form von Ausstellungen, Seminaren und Tagungen verschiedenen Regionen des Kontinents widmen sollten:
- Nordafrika mit den Themen Innenhöfe, Architektur und Bauwesen
- Westafrika mit den Themen Nutzpflanzen und Handelsbeziehungen
- Ostafrika mit den Themen Parklandschaft, Ökotourismus
- Südafrika mit den Themen Rohstoffe und produzierendes Gewerbe
- Zentralafrika mit den Themen Gesundheit, Energie und Klima

Nachdem der Eventmanager der Landesgartenschau ausgewechselt worden war, reduzierte der Aufsichtsrat die Afrika-Veranstaltungen größtenteils auf einen Zeitraum um die Fußball-Weltmeisterschaft. Gemäß dem Motto „Zauber der Verwandlung“ sollte der Wandel, dem sich der Kontinent unterwirft, im Mittelpunkt stehen. Von afrikanischen Botschaftern wurde das Programm unterstützt und von der Deutschen UNESCO-Kommission als „UN-Weltdekade für nachhaltige Entwicklung“ ausgezeichnet. So fand im Mai auch ein Wirtschaftsforum statt, das in anhaltenden Wirtschaftsbeziehungen zwischen Südwestfalen und Afrika münden soll. Für den Juni 2010 war das Afrika-Festival AfriCAN! Magic geplant, zu dem unter anderem Konzerte afrikanischer Musiker wie Manu Dibango gehört hätten. Mangels Besucherinteresse wurde das Festival aber im Voraus abgesagt.
Einige Veranstaltungen zum Afrika-Schwerpunkt fanden jedoch statt: Das Land Nordrhein-Westfalen veranstaltete das Mpumalanga-Forum in Hemer und in einer afrikanischen Rundhütte im Park der Sinne fanden regelmäßig äthiopische Kaffeezeremonien statt. Die Volkshochschule Menden–Hemer–Balve hatte angesichts der Afrika-Thematik unter anderem Wochenendkurse über afrikanischen Sprachen in ihr Programm aufgenommen.

### Blumenschauen

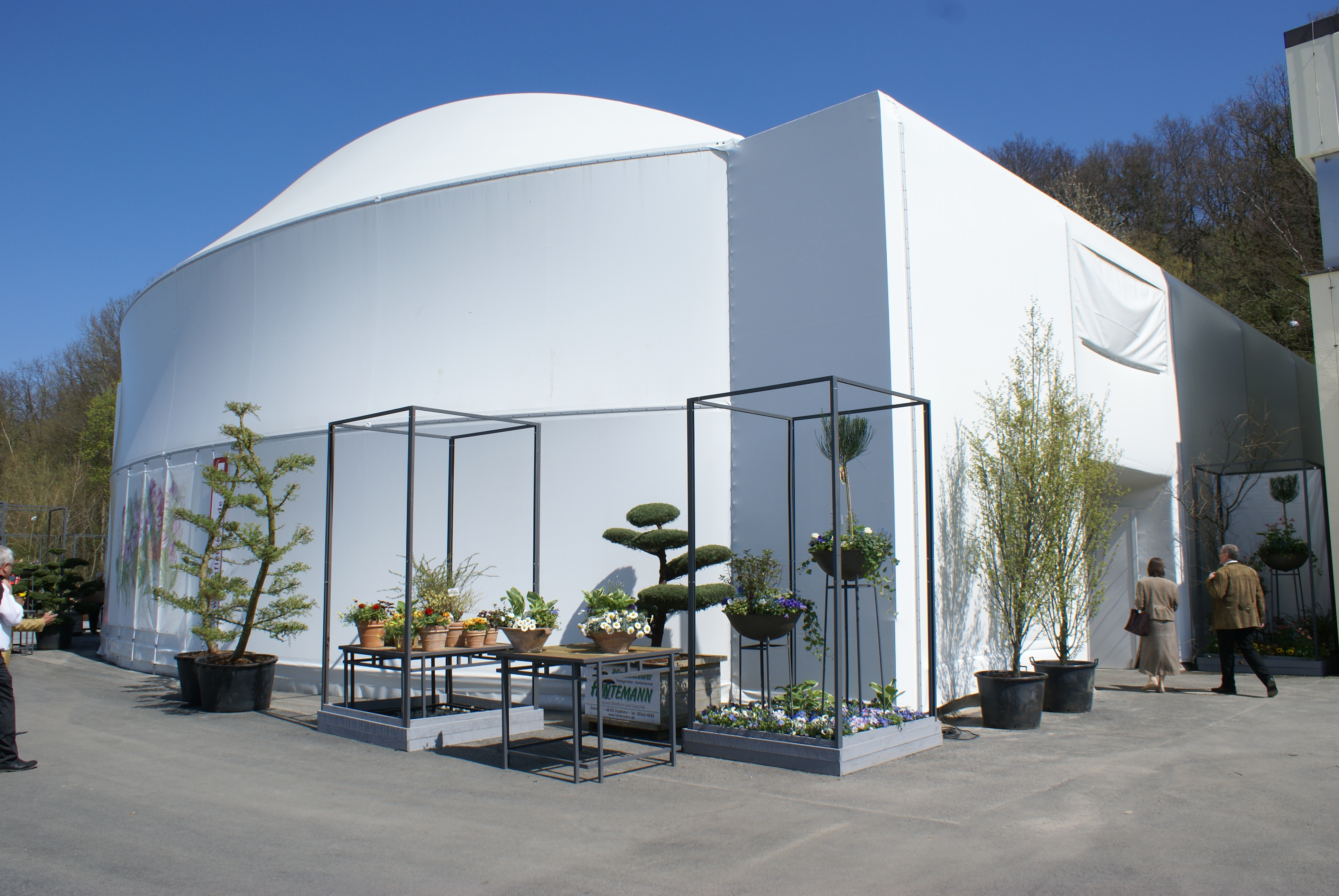
Blumenhalle

Elf Blumenschauen wurden im Rahmen der Landesgartenschau gestaltet. Am Fuß der Himmelsleiter wurde die Blumenhalle aufgebaut, die bereits bei der Bundesgartenschau 2009 in Schwerin benutzt wurde. 2011 fanden in ihr die Blumenschauen der Bundesgartenschau Koblenz statt. Elf bis 20 Tage lang waren die Schauen, die an die jeweilige Jahreszeit angepasst wurden, zu sehen. Durch verschiedene Pflanzen aus Afrika sollte die Partnerschaft zu diesem Kontinent ebenfalls unterstrichen werden.
Ein Arboretum mit 22 unterschiedlichen Baumarten im Bereich der Themengärten erweiterte den gärtnerischen Ausstellungsbereich der Landesgartenschau. Zu den ausgewählten Pflanzen zählen auch Bäume aus anderen Kontinenten, wie der Blauglockenbaum, ein Trompetenbaum und eine Hopfenbuche. Auch heimische Baumarten wie Eichen, Eschen und Platanen wurden gepflanzt.
Die Blumenschauen während der Landesgartenschau Hemer 2010:
| Bild | Titel                                                                                          | Laufzeit                      | Hauptpflanzen                        |
| ---- | ---------------------------------------------------------------------------------------------- | ----------------------------- | ------------------------------------ |
|      | Zur Eröffnung Blütenfülle und Farbenpracht zur Einstimmung auf die nächsten 191 Tage           | 17. April bis 2. Mai          | Azaleen                              |
|      | Kostbarkeiten der Natur, Orchideen, tropische Pflanzen, Mineralien und Schmuck                 | 6. bis 16. Mai                | Orchideen                            |
|      | Kaffee mit Sahne – Äthiopien das Kaffeeland und alles Blühende in Weiß                         | 20. bis 30. Mai               | Kaffee                               |
|      | Afrikanische Wohnkultur – Leben mit Pflanzen und Blumen aus afrikanischen Ländern              | 3. bis 20. Juni               | nordafrikanische Zierpflanzen        |
|      | Überlebenskünstler aus afrikanischen Ländern – und heilendes Kraut afrikanischer Medizinmänner | 24. Juni bis 4. Juli          | Savannen- und Heilpflanzen           |
|      | Majestät lässt bitten – Rosen von ihrer schönsten Seite                                        | 8. bis 18. Juli               | Rosen                                |
|      | Kleine Bäume ganz Groß – Bonsai-Bambus-Ikebana                                                 | 22. Juli bis 8. August        | Bonsai                               |
|      | Von Sonnen- und Schattenseiten – Staudenpracht im Garten                                       | 12. bis 22. August            | Stauden                              |
|      | Chrysanthemen Vorboten des Herbstes                                                            | 26. August bis 5. September   | Chrysanthemen                        |
|      | Besenheide – Gräser – Wacholder                                                                | 9. bis 26. September          | Heidekräuter                         |
|      | Zum Schluss von Allem das Beste – Obst – Gemüse – Früchte – Blumen – Pflanzen                  | 30. September bis 24. Oktober | landwirtschaftlich genutzte Pflanzen |

### Theater und Konzerte

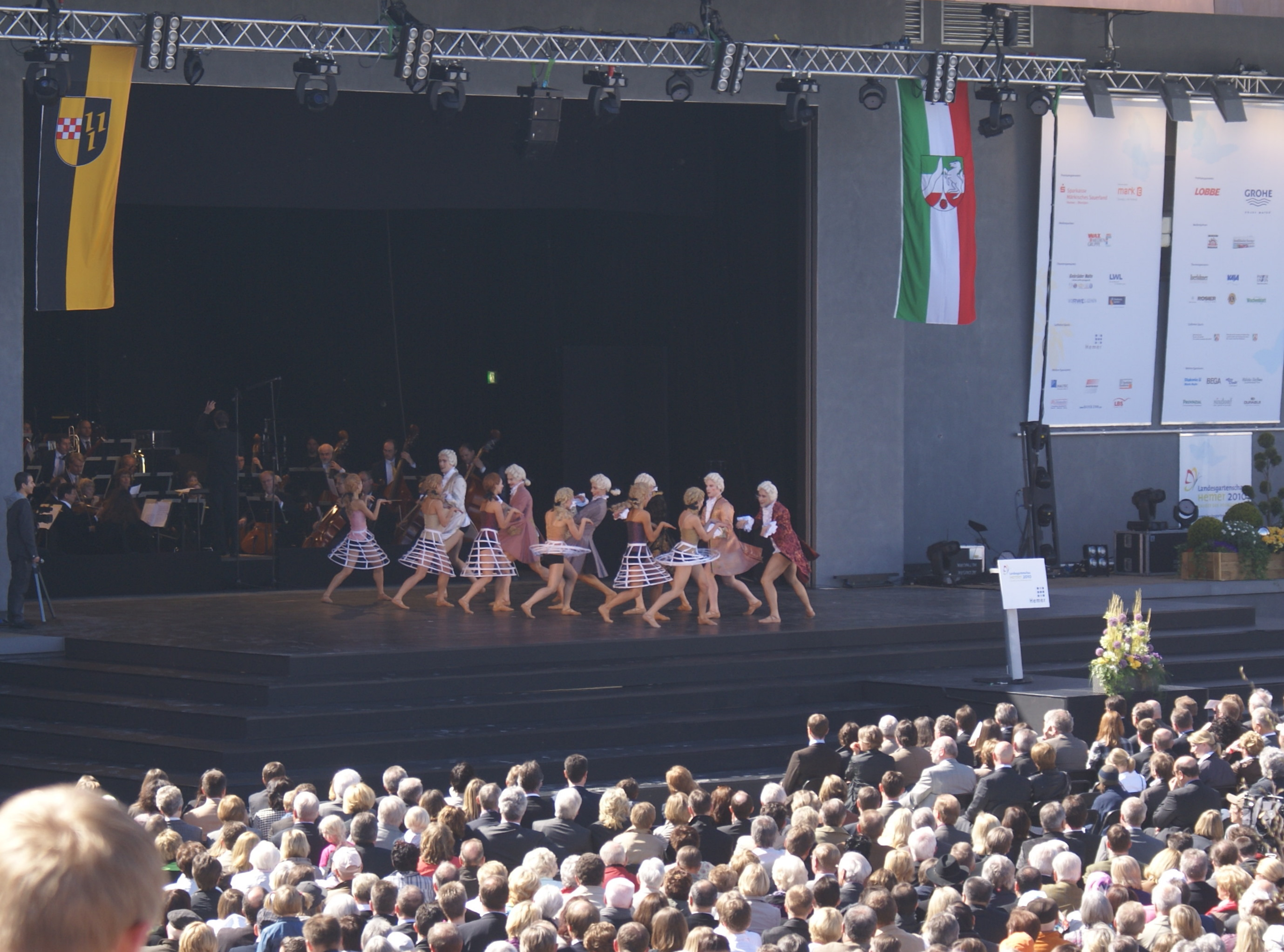
Ballett bei der Eröffnung der Landesgartenschau

Die regionalen Bands Extrabreit, Zoff und die Pee Wee Bluesgang eröffneten die Open-Air-Spielzeit im Mai unter dem Motto „Wir rocken die Beete“ vor knapp 3000 Zuschauern. Die Band Luxuslärm, die ebenfalls aus der Nähe von Hemer stammt, trat gleich zweimal auf der Landesgartenschau auf. Im Mai gehörten die fünf Musiker gemeinsam mit den No Angels zu den Hauptgruppen bei der Geburtstagsfeier des Lokalradios Radio MK, im Juli traten sie gemeinsam mit Schülerbands vom Friedrich-Leopold-Woeste-Gymnasium auf.
Die Stadt Iserlohn veranstaltete das Liedermacherfestival WortKlang 2010 in Hemer. In diesem Rahmen traten Jan Delay, Culcha Candela, Klaus Doldinger gemeinsam mit Sasha sowie Detlev Jöcker im Juni in Hemer auf. Über 10.000 Besucher verfolgten das viertägige Festival am Fronleichnams-Wochenende.
Zu einem gemeinsamen Konzert kamen Supertramp-Mitglied Roger Hodgson und Suzi Quatro im Juli zusammen. 2200 Zuschauer versammelten sich auf dem Forumsplatz. Das bestbesuchte Einzelkonzert während der Landesgartenschau war der Auftritt der Band Silbermond, zu dem am 30. Juli 9000 Zuschauer kamen. Die Grafen, The Governes, The Lords und The Rattles gestalteten im August ein Oldie-Festival, für das etwa 1300 Eintrittskarten verkauft wurden. Als weiterer Haupt-Act trat am 17. September Unheilig vor 7500 Zuschauern auf der Open-Air-Bühne des Grohe-Forums auf.
Auch Schlagersänger und -gruppen spielten auf der Landesgartenschau. Den Anfang machte der Hemer Sandy Wagner gemeinsam mit Bernhard Brink am 1. Mai. Einmal monatlich findet der WDR 4 Schlagergarten auf dem Forumsplatz statt, zu dem Gaby Albrecht, Gaby Baginsky, Hein Simons, Monika Martin, Michael Holm und Andreas Martin nach Hemer kommen. Zum WDR 4 Blumensonntag am 8. August strömten über 10.000 Besucher zum Himmelsspiegel, folgende Sänger und Musikgruppen hatten Auftritte: Spielmannszug TV Sundwig, Iserlohner Stadtmusikanten, Sandy Wagner, Birgit Langer, Chris Roberts, Die jungen Zillertaler, Gerrit Winter, Andrea Jürgens, Die Cappuccinos, Michelle, Rüdiger Wolff, Lena Valaitis, Johnny Logan, die Ethel Caffie-Austin Singers, Tony Marshall, Destivo, Heino, Stefanie Hertel, Stefan Mross, Michael Hirte.
Blues- und Jazzgruppen wie das JugendJazzOrchester NRW oder das Big Daddy Wilson Trio traten regelmäßig im Rahmen der Konzertreihe Musikzeit auf. Am 15. Oktober folgt ein Konzert des Soulsängers Sydney Youngblood im Grohe-Forum.
Das erste Konzert im Innenraum des Grohe-Forums fand am 18. April statt, als die Big Band des Landespolizeiorchesters Nordrhein-Westfalen eben dort spielte. Das Amadeus Guitar Duo trat am 22. April vor über 500 Zuschauern bei einem Gratiskonzert auf, das vom Förderverein der Landesgartenschau organisiert worden war. Es folgte am 28. April das Eröffnungskonzert des Orchestervereins Hemer, zu dem rund 1400 Zuschauer zur Landesgartenschau kamen. Eine Aufnahme des Konzerts erschien später auf CD. Die Band Corvus Corax war in Begleitung eines philharmonischen Orchesters mit dem Cantus Buranus am 22. Mai auf dem Himmelsspiegel zu sehen. Die Philharmonie Südwestfalen spielte am 30. Juni ein Open Air in Hemer, nachdem sie bereits den Festakt zur LGS-Eröffnung musikalisch gestaltete. Ein Konzert von Justus Frantz und der Philharmonie der Nationen am 17. Juli sahen 750 Zuschauer.
Die Oper „Der Freischütz“ von Carl Maria von Weber wurde am 9. September in einer konzertanten Aufführung vom Theater Hagen dargeboten. Das meistbesuchte Orchester-Konzert war die fünfte Hemeraner Feuerwerksmusik „Unter Donner und Blitz“ unter Mitwirkung des Streichorchesters der Musikschule Hemer am 11. September, für das 3100 Tickets verkauft wurden. Einen Tag später trat das Orchester im Rahmen des Musikschultages der Region Arnsberg erneut auf der Landesgartenschau auf. Insgesamt über 600 Mitwirkende gestalteten an diesem Tag eine ganze Reihe von Konzerten.

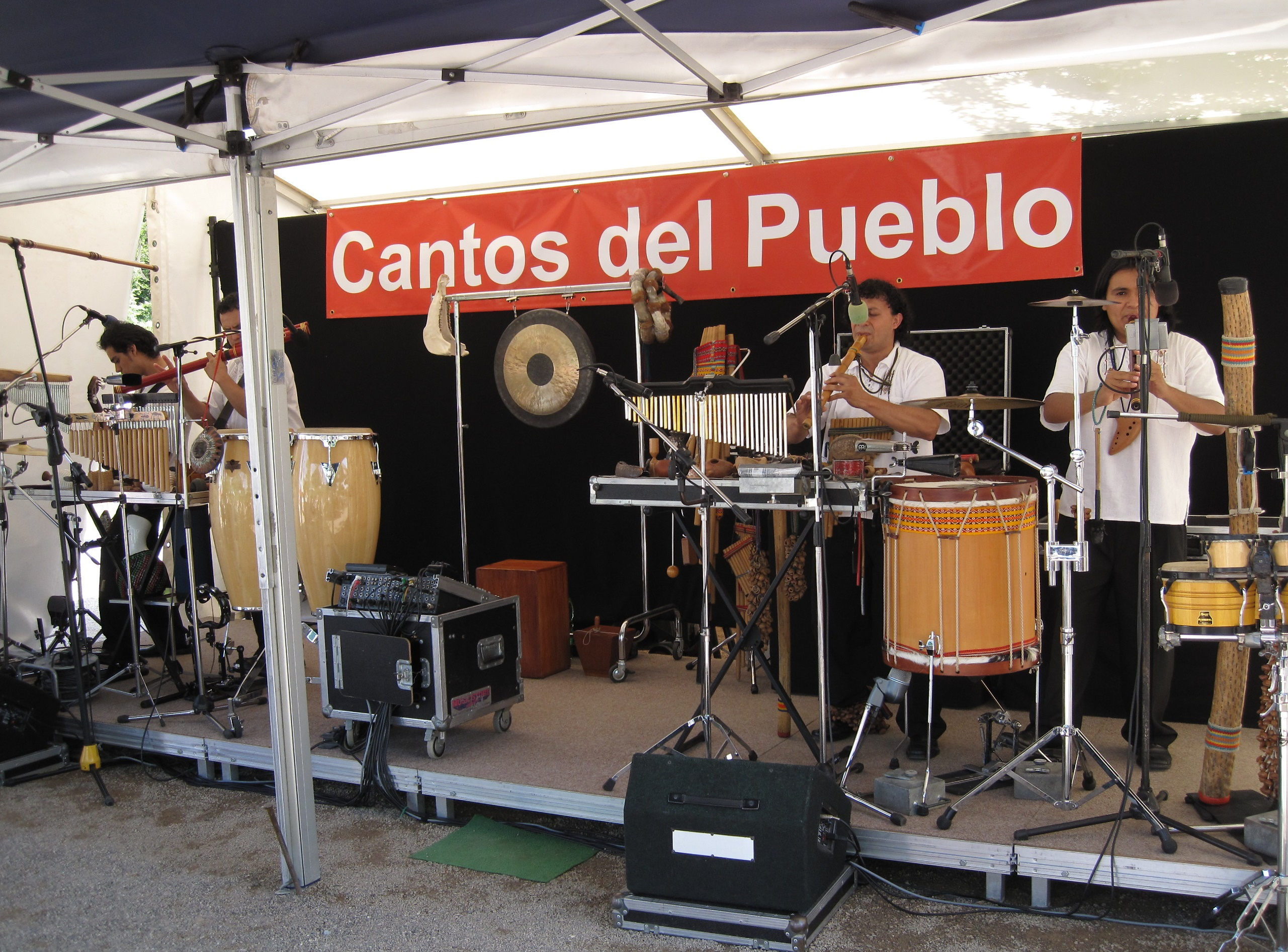
Los Cantos del Pueblo

Bei einem Posaunentreffen spielten am 24. Mai über 1000 Bläser auf dem Forumsplatz. Chöre des Sängerkreises Iserlohn gestalteten am 30. Mai ein Kaffeekonzert, für das sie unter anderem einen gemischten Projektchor mit 450 Teilnehmern bildeten. Am zweitägigen Chortreffen NRW nahmen rund 1000 Sänger teil. Auftritte regionaler Chöre, Spielmannszüge und Jagdhornbläser ergänzen den Veranstaltungskalender. Bis zu viermal wöchentlich traten Cantos del Pueblo aus Peru im Park der Sinne auf und konnten dabei auf rund 120 Instrumente zurückgreifen.
Auch Theaterprojekte waren auf der Landesgartenschau zu sehen: Das Jugendamt der Stadt Hemer organisierte das Theaterprojekt Zeitreise, das im November 2009 uraufgeführt wurde. Die Musikschule Hemer brachte das Musical Graslöwe, das sich ökologischen Themen widmet, auf die Bühne. Außerdem wurden das Vampirmusical „Draculas Drangsal“ vom Woeste-Gymnasium, der Theaterumzug des Mendener Theaters am Ziegelbrand und ein Musical des Musikvereins Beckum umgesetzt.

### Sport

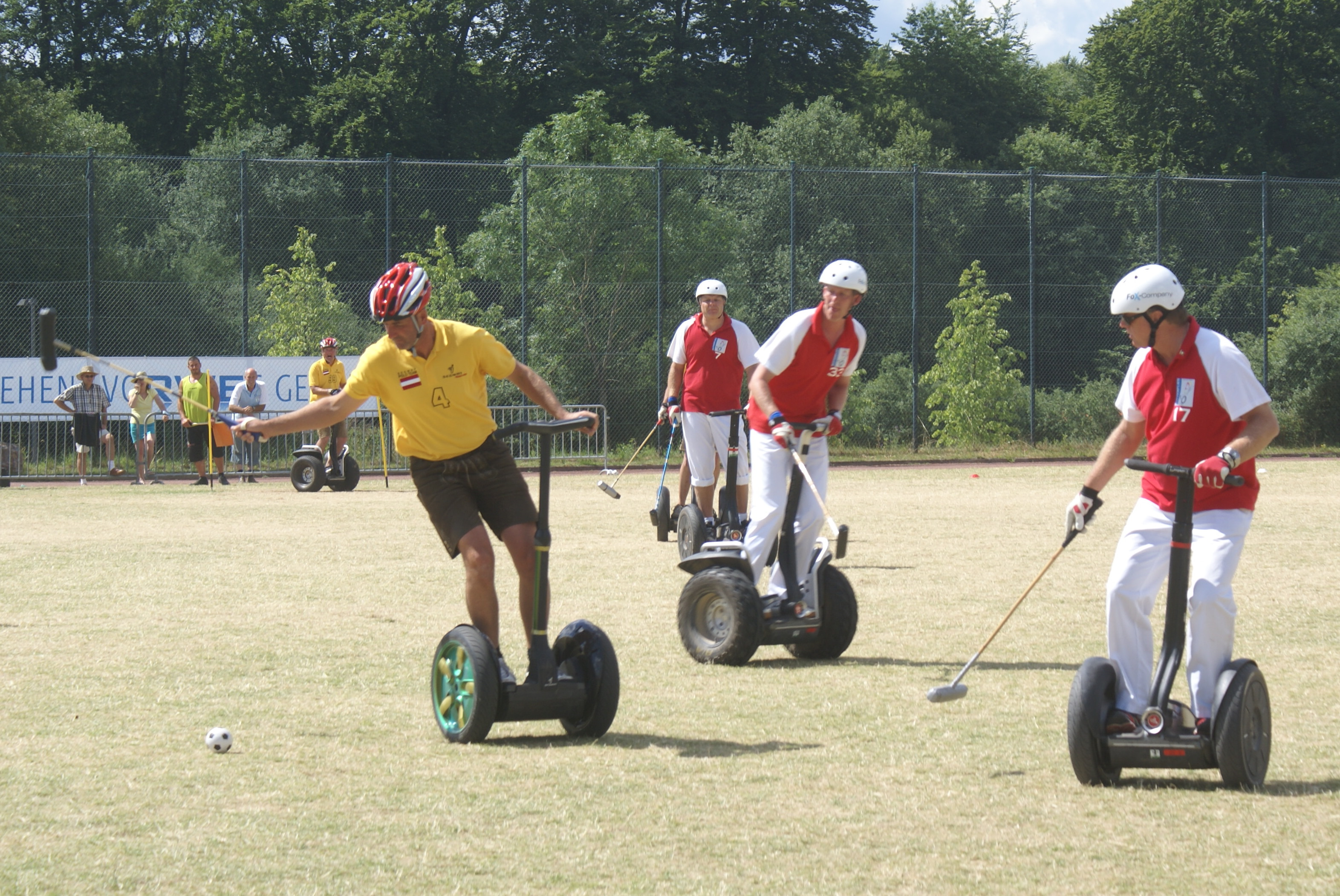
Offene Segway-Polo-Europameisterschaft 2010 auf dem Sportplatz der Landesgartenschau

Mit einer Multifunktionshalle, einem Leichtathletikstadion und einem Skatepark befanden sich auf dem Landesgartenschaugelände Sporteinrichtungen, die auch in das Programm eingebunden wurden.
Mit über 1500 Teilnehmer gehörte ein Sternlauf zur Landesgartenschau, den der Lauftreff des TuS Iserlohn organisierte, zu den größten seiner Art bisher in Deutschland. In Balve, Frönsberg, Menden und Iserlohn gingen insgesamt 775 Läufer sowie aus Iserlohn nochmals 745 Walker am 25. April auf die Strecke.
17 Sportler nahmen am 10. Juli an der Vorentscheidung zur Deutschen Meisterschaft der Stihl Timbersports teil. Vor rund 5000 Zuschauern qualifizierten sich neben dem Sieger und späteren Titelträger Robert Ebner neun weitere Athleten für den Meisterschafts-Wettbewerb, der am 7. August im Erlebnispark Tripsdrill ausgetragen wurde.
Bei der ersten Europameisterschaft im Segway-Polo, die im Juli auf dem Sportplatz der Landesgartenschau stattfand, gewann das „Team Austria“ den Titel. Die „Hemer Butterflies“ traten als Gastgeber mit zwei Mannschaften an und belegten die Plätze fünf und sechs. Zu den Teilnehmern gehörte unter anderem Apple-Gründer Steve Wozniak, der für eine Mannschaft die „Funky Move Turtles“ spielte.
Im Februar 2010 ist die Landesgartenschau eine Kooperation mit dem Eishockeyclub Iserlohn Roosters eingegangen, dessen Wurzeln in Deilinghofen liegen. Die Spieler Michael Wolf und der gebürtige Hemeraner Christian Hommel sind zu Paten und Botschaftern der LGS ernannt worden. Die Roosters feierten ihre Saisoneröffnung 2010 mit etwa 3000 Fans auf dem LGS-Sportplatz, zudem veranstalten sie im Rahmen der Saisonvorbereitung einen Landesgartenschau-Cup 2010. Den Turniersieg in der Eissporthalle am Seilersee feierten die Krefeld Pinguine, Iserlohn belegte den dritten Platz.
Der COS-Cup, die offizielle deutsche Skateboard-Meisterschaft machte vom 13. bis 15. August Station im Rollgarten auf der Landesgartenschau. Den Wettbewerb gewann Thomas Weber, den zwölften Platz erreichte der Hemeraner Benjamin Dittrich, der während der LGS auch Trainingsstunden im Skatepark gab. Insgesamt nahmen 44 Skater am Tourstopp in Hemer teil.
Eine Montgolfiade mit Night-Glow und Massenstarts war neben der Landesgartenschau geplant, konnte aus Sicherheitsgründen aber nicht stattfinden.
Beim Radio-MK-Lauf traten am 3. Oktober etwa 2200 Teilnehmer auf dem Sportplatz der Landesgartenschau an. Der fünf Kilometer lange Rundkurs führte durch das Felsenmeer und das LGS-Gelände. Neben dem „Fun-Run“ über eine Runde, bei dem auch (Nordic-)Walker teilnahmen, wurde auch ein Zehn-Kilometer-Lauf veranstaltet. Vom 16. bis 23. Oktober fanden die nordrhein-westfälischen Schach-Einzelmeisterschaften auf dem LGS-Gelände statt, an der 16 Männer und zwei Frauen teilnahmen. Martin Molinaroli gewann das Turnier und qualifizierte sich damit für die Deutschen Meisterschaften.
Die deutschen Begegnungen bei der Fußball-Weltmeisterschaft 2010 wurden über eine Großleinwand auf den Forumsplatz übertragen. Talkrunden mit Spielern von Borussia Dortmund sowie mit dem BVB-Ältestenrat waren das Ergebnis einer Kooperation zwischen der LGS und dem Bundesligisten. Über den gesamten LGS-Zeitraum fanden zudem regelmäßig Bogenschießen-Workshops und Tai-Chi-Kurse statt.

### Regionales
Die gesamte Region präsentierte sich bei der Landesgartenschau der Öffentlichkeit. Neben Konzerten und Veranstaltungen Hemeraner Vereine organisierten Städte der Region einen Thementag, etwa Plettenberg, Altena und das Obere Volmetal. Der Märkische Kreis wurde durch eine Leistungsshow vorgestellt, im September veranstaltete der Kreis ein Kulturwochenende. Die Nachbarstädte Menden (Sauerland) und Balve sowie Iserlohn gestalteten Parzellen im Städtemosaik. Die Stadt Iserlohn richtete zudem das Liedermacher-Festival Wortklang 2010 auf dem Landesgartenschau-Gelände aus. Das Studiofest des WDR Siegen und ein Radio MK-Fest fanden auf der Landesgartenschau ebenfalls statt. Beim ersten NRW-Seniorentag wurden musikalische Darbietungen mit Informations- und Aktionsständen verbunden. An Pfingsten wurden Delegationen aus Hemers Partnerstädten empfangen.

### Sonstiges
Die Kirche beteiligte sich durch das ökumenische Projekt „Paradiesunddas“ an der Landesgartenschau 2010. An dem Projekt nahmen die evangelischen Kirchengemeinden Hemer, Deilinghofen und Ihmert gemeinsam mit dem Kirchenkreis Iserlohn, der Pastoralverbund der katholischen Kirchengemeinden in Hemer gemeinsam mit dem Dekanat Märkisches Sauerland, die freie evangelische Gemeinde Hemer, die Alt-Katholiken Dortmund/Hemer und der CVJM Hemer teil. Zum kirchlichen Veranstaltungskalender gehörten Konzerte und Lesungen ebenso wie wöchentliche Gottesdienste und tägliche Abendandachten. Am 11. September fand der „Tag der Kirchen“ mit über 100 Programmpunkten auf der Landesgartenschau statt.

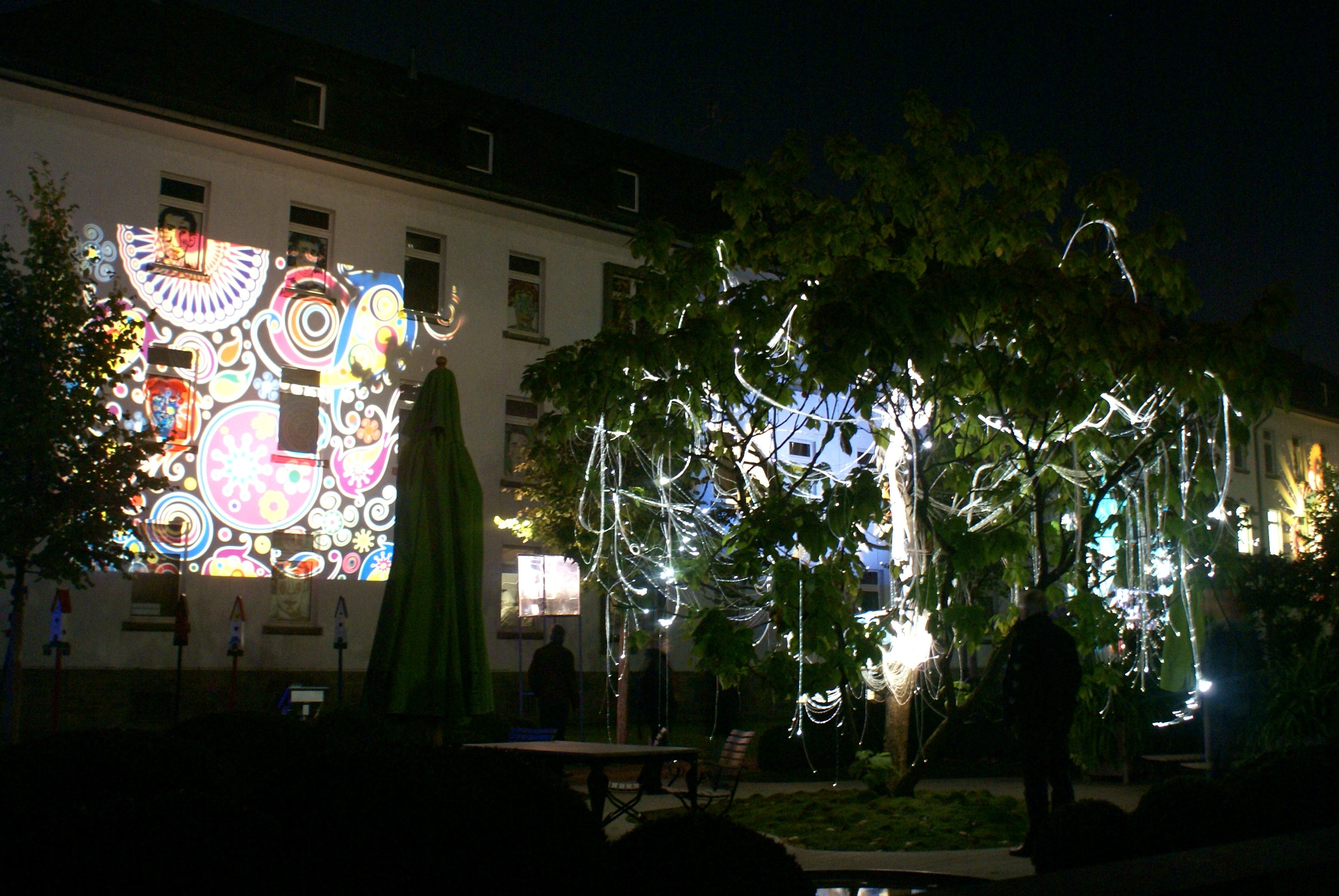
Lichtgarten

Im Rahmen des „Grünen Klassenzimmers“ wurden Schulklassen aller Altersbereiche Angebote gemacht. An allen 89 Schultagen während der Landesgartenschau waren jeweils acht bis zehn Programmpunkte in den Sparten „Ernährung/Gesundheit“, „Umwelt“ und „Kreativität“ geplant. Im Anschluss an die LGS führt das Mendener Naturschutzzentrum Arche Noah die Betreuung des Grünen Klassenzimmers fort. Das darin eingebundene Projekt der Färbergärten („Seven European Gardens“) von Peter Reichenbach wurde mit einer Siegerurkunde der Deutschen UNESCO-Kommission ausgezeichnet. 2010 gehörte der Garten zu den 365 Orten im Land der Ideen.
Zwischen dem 17. September und 4. Oktober wurde das Gelände der Landesgartenschau nach Einbruch der Dunkelheit bis Mitternacht illuminiert. Gebäude und Pflanzen wurden dabei in verschiedenen Farben angestrahlt und auf einer Wasser-Leinwand am Himmelsspiegel wurde eine Dia-Show gezeigt.

## Marketing

### Logo
Logo der Landesgartenschau Hemer 2010 war ein fliegender Schmetterling, den die Agentur plakart aus Neuenrade entworfen hat. Der Schmetterling symbolisiert das Motto „Zauber der Verwandlung“, die in die Stadt Hemer und in das Landesgartenschau-Gelände einziehen sollte. Dreifarbige Flügel verdeutlichen den Dreiklang von Körper, Geist und Seele, den auch das Konzept der LGS aufgriff. Eine grüne Welle steht zum einen für das Sauerland, andererseits aber auch für das Felsenmeer. Zwanzig Agenturen hatten mit eigenen Entwürfen an dem Wettbewerb teilgenommen.

### Maskottchen

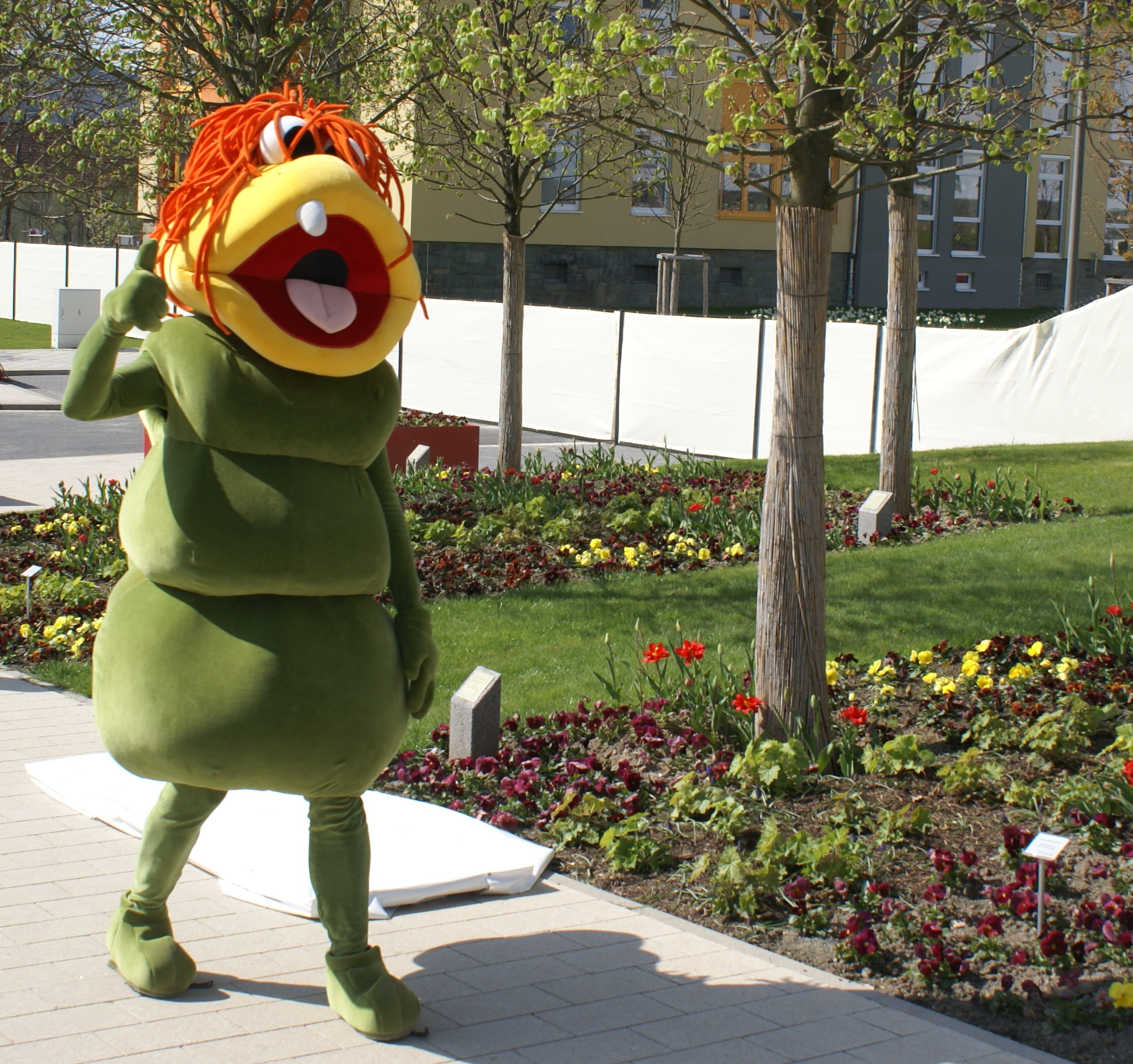
Maskottchen Raudi Raupe

Auf der Abschlussfeier der LGS Rietberg im Oktober 2008 wurde mit Übergabe des Landesgartenschau-Spatens das Maskottchen der Landesgartenschau Hemer als Klappmaulfigur vorgestellt. Gemäß dem Motto „Zauber der Verwandlung“ handelte es sich um eine Raupe mit grünem Bauch, gelbem Rücken, rötlichen Haaren, Kulleraugen, sowie Sommersprossen und einem einzelnen Zahn. Erschaffen wurde die durch die Infografikerin Sonja Heller entworfene Raupe vom Puppenspieler Bodo Schulte.
Im November 2008 wurde ein Name für das Maskottchen in Zusammenarbeit mit der Lokalzeitung gesucht. Ausgewählt wurde der Name „Raudi Raupe“. Das Maskottchen kam im Herbst 2009 als Kuscheltier auf den Markt. Auf dem Landesgartenschaugelände war Raudi Raupe als so genannte Walk-Act-Figur vertreten. Auf der Abschlussfeier am 24. Oktober verwandelte sich die Raupe virtuell in einen Schmetterling.

### Lied
Reiner Hänsch, Lead-Sänger der Iserlohner Gruppe Zoff, komponierte das Lied „Dein Tag“ zur Landesgartenschau, das Anfang Mai 2009 vorgestellt wurde. Der Song stand in Verbindung mit dem offiziellen Werbeslogan, den die Landesgartenschau GmbH seit 2009 vor allem im Radio verbreitete: „Pflücke den Tag!“ Der Mendener Ingo Düe schrieb einen inoffiziellen Titel für die Landesgartenschau. Mit dem Lied „Blüte des Sauerlandes“ trat der Sänger auch auf offiziellen Veranstaltungen der Stadt Hemer auf.

## Reaktionen und Kritik
In Hemer löste der Zuschlag zur Ausrichtung der Landesgartenschau Aufbruchsstimmung und Euphorie aus. Erstmals überhaupt in der Geschichte der Landesgartenschauen in NRW hatte ein Stadtrat zuvor einstimmig für die Bewerbung votiert. Nicht zuletzt wegen der Landesgartenschau galt die Wiederwahl des Hemeraner Bürgermeisters Michael Esken im August 2009 schon vor dem Wahlkampfauftakt als unumstritten. Schließlich gewann er tatsächlich deutlich mit 76,1 Prozent der Stimmen die Bürgermeisterwahl 2009. Nur vereinzelt wurde Kritik an den Kosten der mehrmonatigen Großveranstaltung laut. Auch außerhalb Hemers wurde die Landesgartenschau als große Chance bewertet. Innerhalb von Südwestfalen galt die Landesgartenschau als Vorbote der Regionale 2013.
An der Veranstaltungsplanung für die Landesgartenschau Hemer kam im Januar 2010 Kritik auf, die sich vor allem gegen den Event-Manager der LGS GmbH richtete. Ein externes Gutachten hatte Schwächen in diesem Bereich festgestellt. Kritisiert wurde die mangelhafte Kommunikation mit Vereinen und Konzertveranstaltern, die sich an der Gartenschau beteiligen sollten. Die Einbindung des Themas Afrika und die Kosten der Projekte seien demnach ebenfalls Schwachpunkte. Der Aufsichtsrat entschied am 13. Januar 2010 über die Konsequenzen und besetzte den Posten des Eventmanagers durch Oliver Geselbracht aus Osnabrück neu.